# Liste der denkmalgeschützten Objekte in Melk
Die Liste der denkmalgeschützten Objekte in Melk enthält die 195 denkmalgeschützten, unbeweglichen Objekte der niederösterreichischen Stadtgemeinde Melk.

## Denkmäler
| Foto  |                 | Denkmal                                                                                                   | Standort                                                 | Beschreibung | Metadaten |
| ----- | --------------- | --- | -------------------------------------------------------- | --- | --- |
| ja    | Datei hochladen | Ortskapelle Großpriel HERIS-ID: 67110 Objekt-ID: 80051                                                    | Großpriel 2, gegenüber Standort KG: Großpriel            | In einer 1859 erschienenen Zeitschrift der Diözese St. Pölten wird eine „Bethkapelle zur heiligsten Dreifaltigkeit im Dorfe Großpriel“ erwähnt, die älter sei als die 1856 errichtete Kapelle in Pöverding. 1902 kam es durch Brandstiftung zu einem Großbrand, dem neben den Wirtschaftsgebäuden dreier Gehöfte auch die alte Holzkapelle zum Opfer fiel. | BDA-Hist.: Q38115528 Status: § 2a Stand der BDA-Liste: 2025-06-30 Name: Ortskapelle Großpriel GstNr.: 272 |
| ja    | Datei hochladen | Bildstock HERIS-ID: 67051 Objekt-ID: 79973                                                                | Standort KG: Kollapriel                                  | Laut Inschrift wurde der Bildstock im Jahre 1670 errichtet. | BDA-Hist.: Q38115327 Status: § 2a Stand der BDA-Liste: 2025-06-30 Name: Bildstock GstNr.: 98/2 Bildstock Kollapriel                                                                                               |
| ja    | Datei hochladen | Bürgerhaus HERIS-ID: 67254 Objekt-ID: 80204seit 2014                                                      | Abbé Stadler-Gasse 4 Standort KG: Melk                   | Das hakenförmige Haus mit Schopfwalmdach stammt im Kern aus dem 16. Jahrhundert. | BDA-Hist.: Q38116169 Status: Bescheid Stand der BDA-Liste: 2025-06-30 Name: Bürgerhaus GstNr.: 744, 743 |
| ja    | Datei hochladen | Bürgerhaus HERIS-ID: 111903 Objekt-ID: 129928seit 2014                                                    | Abbé Stadler-Gasse 5 Standort KG: Melk                   | Das eingeschoßige Wohnhaus mit Halbwalmdach stammt im Kern aus dem 16. Jahrhundert. | BDA-Hist.: Q37827475 Status: Bescheid Stand der BDA-Liste: 2025-06-30 Name: Bürgerhaus GstNr.: .126 |
| ja    | Datei hochladen | Bankgebäude HERIS-ID: 111895 Objekt-ID: 129920seit 2014                                                   | Abbé Stadler-Gasse 6 Standort KG: Melk                   | | BDA-Hist.: Q37827391 Status: Bescheid Stand der BDA-Liste: 2025-06-30 Name: Bankgebäude GstNr.: .120/3 |
| ja    | Datei hochladen | Wohnhaus HERIS-ID: 111904 Objekt-ID: 129929seit 2014                                                      | Abbé Stadler-Gasse 7 Standort KG: Melk                   | Das zweigeschoßige Haus mit steilem Walmdach stammt im Kern aus dem 16. Jahrhundert. | BDA-Hist.: Q37827485 Status: Bescheid Stand der BDA-Liste: 2025-06-30 Name: Wohnhaus GstNr.: .125 |
| ja    | Datei hochladen | Wohnhaus HERIS-ID: 111905 Objekt-ID: 129930seit 2014                                                      | Abbé Stadler-Gasse 9 Standort KG: Melk                   | Das zweigeschoßige Wohnhaus mit Schopfwalmdach stammt im Kern aus dem 16. Jahrhundert. | BDA-Hist.: Q37827495 Status: Bescheid Stand der BDA-Liste: 2025-06-30 Name: Wohnhaus GstNr.: .124 |
| ja    | Datei hochladen | Anlage Benediktinerstift Melk HERIS-ID: 89847 Objekt-ID: 104508                                           | A. B. Dietmayr-Straße 1 Standort KG: Melk                | Das barocke Benediktinerstift Melk, das auf eine mittelalterliche Gründung zurückgeht, wurde in seiner heutigen Form in den Jahren 1702–1746 unter der Leitung des Baumeisters Jakob Prandtauer errichtet. | BDA-Hist.: Q660082 Status: § 2a Stand der BDA-Liste: 2025-06-30 Name: Anlage Benediktinerstift Melk GstNr.: 28, 29, 30, 31, .1, .2, .6, .7, 6, 7, 10, 16, 25, 26, 27, 32/1, 33/1, 47, 59, 471/1, 472/1 Melk Abbey |
| ja    | Datei hochladen | Wohnhaus HERIS-ID: 59469 Objekt-ID: 70781seit 2014                                                        | A. B. Dietmayr-Straße 2 Standort KG: Melk                | Das Bürgerhaus in der Abt-Dietmayr-Straße 2 wurde nach 1820 errichtet. Seine Holztür stammt aus der Bauzeit. Über den vergitterten Fenstern sind Reliefs mit Putti zu sehen. | BDA-Hist.: Q38087412 Status: Bescheid Stand der BDA-Liste: 2025-06-30 Name: Wohnhaus GstNr.: .182 Abt Berthold Dietmayr-Straße 2                                                                                  |
| ja    | Datei hochladen | Mauern im Stadtgraben, Treppenaufgang, Villa HERIS-ID: 111926 Objekt-ID: 129961seit 2014                  | Abt Karl-Straße 3 Standort KG: Melk                      | Die Grundstücke, auf denen die Häuser 3, 5 und 7 der Abt-Karl-Straße liegen, sind durch Gemäuer vom Stadtgraben abgegrenzt. | BDA-Hist.: Q37827663 Status: Bescheid Stand der BDA-Liste: 2025-06-30 Name: Mauern im Stadtgraben, Treppenaufgang, Villa GstNr.: 169/2, 169/6, 170, 169/1                                                         |
| ja    | Datei hochladen | Kellerstöckl, barocker Keller und Einfriedungsmauer HERIS-ID: 110614 Objekt-ID: 128328                    | Abt Karl-Straße 4 Standort KG: Melk                      | Beim Stadtpark in der Abt-Karl-Straße befindet sich ein Kellerstöckl von 1885 mit barockem Kellergewölbe. Ebenfalls 1885 wurde die Einfriedungsmauer errichtet. | BDA-Hist.: Q37819819 Status: § 2a Stand der BDA-Liste: 2025-06-30 Name: Kellerstöckl, barocker Keller und Einfriedungsmauer GstNr.: 263/2, 172, .169 Kellerstöckl, barocker Keller und Einfriedungsmauer Melk     |
| ja    | Datei hochladen | Umfriedung HERIS-ID: 110590 Objekt-ID: 128297                                                             | Abt Karl-Straße 4 Standort KG: Melk                      | | BDA-Hist.: Q37819659 Status: § 2a Stand der BDA-Liste: 2025-06-30 Name: Umfriedung GstNr.: 172, 263/2, .169 Umfriedung Abt Karl-Straße 4 Melk                                                                     |
| ja    | Datei hochladen | Villa HERIS-ID: 10622 Objekt-ID: 6683                                                                     | Abt Karl-Straße 7 Standort KG: Melk                      | Die stattliche späthistoristische Villa wurde 1882 erbaut. | BDA-Hist.: Q38074691 Status: Bescheid Stand der BDA-Liste: 2025-06-30 Name: Villa GstNr.: .162, 169/2 |
| ja    | Datei hochladen | Villa Anna HERIS-ID: 10623 Objekt-ID: 6684                                                                | Abt Karl-Straße 9 Standort KG: Melk                      | Die große Doppelvilla mit neomanieristischer Fassade wurde 1887/1888 erbaut. | BDA-Hist.: Q38074697 Status: Bescheid Stand der BDA-Liste: 2025-06-30 Name: Villa Anna GstNr.: .214 |
| ja    | Datei hochladen | Villa Tobisch HERIS-ID: 10624 Objekt-ID: 6685                                                             | Abt Karl-Straße 10 Standort KG: Melk                     | Die Villa in Neorenaissanceformen stammt aus den Jahren 1893/1894. | BDA-Hist.: Q38074706 Status: Bescheid Stand der BDA-Liste: 2025-06-30 Name: Villa Tobisch GstNr.: .218 |
| ja    | Datei hochladen | Villa HERIS-ID: 10625 Objekt-ID: 6686                                                                     | Abt Karl-Straße 11 Standort KG: Melk                     | Die große Doppelvilla mit neomanieristischer Fassade wurde 1887/1888 erbaut. | BDA-Hist.: Q38074725 Status: Bescheid Stand der BDA-Liste: 2025-06-30 Name: Villa GstNr.: .215 |
| ja    | Datei hochladen | Villa HERIS-ID: 10626 Objekt-ID: 6687                                                                     | Abt Karl-Straße 12 Standort KG: Melk                     | Die zweigeschoßige Villa mit historistischer Fassade und Eckturm wurde 1894/1895 erbaut. | BDA-Hist.: Q38074753 Status: Bescheid Stand der BDA-Liste: 2025-06-30 Name: Villa GstNr.: 263/12 |
| ja    | Datei hochladen | Klosterschule HERIS-ID: 10899 Objekt-ID: 6964                                                             | Abt Karl-Straße 13 Standort KG: Melk                     | Das dreigeschoßige Gebäude mit späthistoristischer Fassade stammt aus dem Jahr 1900. | BDA-Hist.: Q38084824 Status: Bescheid Stand der BDA-Liste: 2025-06-30 Name: Klosterschule GstNr.: 117/6 |
| ja    | Datei hochladen | Villa HERIS-ID: 10627 Objekt-ID: 6688                                                                     | Abt Karl-Straße 14 Standort KG: Melk                     | Die zweigeschoßige Villa mit historistischer Fassade und Eckturm wurde 1897 erbaut. | BDA-Hist.: Q38074762 Status: Bescheid Stand der BDA-Liste: 2025-06-30 Name: Villa GstNr.: .226, 263/11 |
| ja    | Datei hochladen | Villa Loos HERIS-ID: 44457 Objekt-ID: 45269                                                               | Abt Karl-Straße 16 Standort KG: Melk                     | Die Villa Loos, eine Jugendstilvilla von 1901, wurde von Architekt Jože Plečnik für den Notar Hans Loos von Losimfeldt errichtet. | BDA-Hist.: Q15133887 Status: Bescheid Stand der BDA-Liste: 2025-06-30 Name: Villa Loos GstNr.: 263/28 Villa Hans Loos, Melk                                                                                       |
| ja    | Datei hochladen | Bezirkshauptmannschaft HERIS-ID: 10900 Objekt-ID: 6965                                                    | Abt Karl-Straße 23 Standort KG: Melk                     | Das dreigeschoßige Gebäude mit späthistoristischer Fassade wurde 1895/1896 errichtet. | BDA-Hist.: Q38084849 Status: Bescheid Stand der BDA-Liste: 2025-06-30 Name: Bezirkshauptmannschaft GstNr.: .221 Bezirkshauptmannschaft Melk                                                                       |
| ja    | Datei hochladen | Ehem. Landgericht, ehem. Forstmeisterhaus HERIS-ID: 34464 Objekt-ID: 32781                                | Babenbergerstraße 1 Standort KG: Melk                    | Das zweigeschoßige ehemalige Forsthaus stammt im Mauerkern aus dem 16. bis 18. Jahrhundert; sein Nordteil gehörte einst zur Stadtbefestigung. Die vereinheitlichende Fassade erhielt das Gebäude um die Mitte des 19. Jahrhunderts. | BDA-Hist.: Q37958328 Status: Bescheid Stand der BDA-Liste: 2025-06-30 Name: Ehem. Landgericht, ehem. Forstmeisterhaus GstNr.: 738, 740, 739                                                                       |
| ja    | Datei hochladen | Wohnhaus HERIS-ID: 67317 Objekt-ID: 80268                                                                 | Babenbergerstraße 4 Standort KG: Melk                    | Das zweigeschoßige Haus wurde 1908/09 im Heimatstil erbaut. | BDA-Hist.: Q38116316 Status: Bescheid Stand der BDA-Liste: 2025-06-30 Name: Wohnhaus GstNr.: .288 |
| ja    | Datei hochladen | Villa Oehler HERIS-ID: 10628 Objekt-ID: 6689                                                              | Babenbergerstraße 7 Standort KG: Melk                    | Die zweigeschoßige späthistoristisch-secessionistische Großvilla wurde im Jahr 1904 erbaut. | BDA-Hist.: Q38074791 Status: Bescheid Stand der BDA-Liste: 2025-06-30 Name: Villa Oehler GstNr.: 263/35, .253 |
| ja    | Datei hochladen | Pflasterung im Bereich der Bahngasse HERIS-ID: 111890 Objekt-ID: 129915seit 2014                          | Bahngasse Standort KG: Melk                              | | BDA-Hist.: Q37827382 Status: Bescheid Stand der BDA-Liste: 2025-06-30 Name: Pflasterung im Bereich der Bahngasse GstNr.: 475/3                                                                                    |
| ja    | Datei hochladen | Bahnhof Melk, Aufnahmsgebäude HERIS-ID: 67208 Objekt-ID: 80156                                            | Bahnhofplatz 1 Standort KG: Melk                         | Der Bahnhof Melk mit einer Aufnahmehalle zwischen zweigeschoßigen Flankenbauten wurde 1856 erbaut. | BDA-Hist.: Q106813401 Status: Bescheid Stand der BDA-Liste: 2025-06-30 Name: Bahnhof Melk, Aufnahmsgebäude GstNr.: .171 Aufnahmsgebäude Bahnhof Melk                                                              |
| ja    | Datei hochladen | Ehem. Bezirksgericht HERIS-ID: 10629 Objekt-ID: 6690                                                      | Bahnhofstraße 1 Standort KG: Melk                        | Der wuchtige dreigeschoßige Bau mit strenghistoristischer Fassade wurde 1877/78 errichtet. | BDA-Hist.: Q38074822 Status: Bescheid Stand der BDA-Liste: 2025-06-30 Name: Bezirksgericht GstNr.: .159 |
| ja    | Datei hochladen | Ehem. Volksschule HERIS-ID: 10898 Objekt-ID: 6963                                                         | Bahnhofstraße 2 Standort KG: Melk                        | Der dreigeschoßige Komplex mit einer rasterartig gegliederten, frühhistoristischen Fassade wurde 1873 errichtet. Seit 2005 wird das Gebäude als Kinder- und Bildungszentrum (KiBiZ) genutzt. | BDA-Hist.: Q38084769 Status: Bescheid Stand der BDA-Liste: 2025-06-30 Name: Ehem. Volksschule GstNr.: .204 Ehem. Volksschule, Melk                                                                                |
| ja    | Datei hochladen | Zwei Torpfeiler HERIS-ID: 10902 Objekt-ID: 6967                                                           | Bahnhofstraße 2, bei Standort KG: Melk                   | Die beiden Torpfeiler an der Kreuzung Abt Karl-Straße / Bahnhofstraße waren ehemals Teil der Stadtmauer. | BDA-Hist.: Q38084922 Status: Bescheid Stand der BDA-Liste: 2025-06-30 Name: Zwei Torpfeiler GstNr.: 460 Zwei Torpfeiler, Melk                                                                                     |
| ja    | Datei hochladen | Ehem. Postamt, ehem. Hotel Melkerhof HERIS-ID: 10901 Objekt-ID: 6966                                      | Bahnhofstraße 3 Standort KG: Melk                        | Der mächtige dreigeschoßige Bau entstand in den Jahren 1897/98. | BDA-Hist.: Q38084875 Status: Bescheid Stand der BDA-Liste: 2025-06-30 Name: Postamt/ehem. Hotel Melkerhof GstNr.: .229                                                                                            |
| ja    | Datei hochladen | Villa Seeböck HERIS-ID: 10630 Objekt-ID: 6691                                                             | Bahnhofstraße 4 Standort KG: Melk                        | Die späthistoristische Großvilla mit Eckturm wurde 1893 errichtet. Sie war als Musterbau für die entstehende Villenkolonie konzipiert. | BDA-Hist.: Q38074842 Status: Bescheid Stand der BDA-Liste: 2025-06-30 Name: Villa Seeböck GstNr.: .217, 263/7 Villa Seeböck, Melk                                                                                 |
| ja    | Datei hochladen | Villa HERIS-ID: 10631 Objekt-ID: 6692                                                                     | Bahnhofstraße 5 Standort KG: Melk                        | Die asymmetrische zweigeschoßige Villa entstand um das Jahr 1900. | BDA-Hist.: Q38074853 Status: Bescheid Stand der BDA-Liste: 2025-06-30 Name: Villa GstNr.: .216 |
| ja    | Datei hochladen | Villa HERIS-ID: 10632 Objekt-ID: 6693                                                                     | Bahnhofstraße 6 Standort KG: Melk                        | Die kubische Doppelvilla mit neobarocker Fassade stammt aus dem Ende des 19. Jahrhunderts. Anmerkung: Bahnhofstraße 6 und 8 sind die zwei Hälften eines Doppelhauses. | BDA-Hist.: Q38074869 Status: Bescheid Stand der BDA-Liste: 2025-06-30 Name: Villa GstNr.: .213, 263/8 Villa, Bahnhofstraße 6-8, Melk                                                                              |
| ja    | Datei hochladen | Villa Haidvogel HERIS-ID: 10633 Objekt-ID: 6694                                                           | Bahnhofstraße 7 Standort KG: Melk                        | Die zweigeschoßige Villa mit Satteldach wurde 1894 erbaut. | BDA-Hist.: Q38074878 Status: Bescheid Stand der BDA-Liste: 2025-06-30 Name: Villa Haidvogel GstNr.: 263/16 |
| ja    | Datei hochladen | Villa HERIS-ID: 10634 Objekt-ID: 6695                                                                     | Bahnhofstraße 8 Standort KG: Melk                        | Die kubische Doppelvilla mit neobarocker Fassade stammt aus dem Ende des 19. Jahrhunderts. Anmerkung: Bahnhofstraße 6 und 8 sind die zwei Hälften eines Doppelhauses. | BDA-Hist.: Q38074899 Status: Bescheid Stand der BDA-Liste: 2025-06-30 Name: Villa GstNr.: .212, 263/9 Villa, Bahnhofstraße 6-8, Melk                                                                              |
| ja    | Datei hochladen | Ehem. Hotel Bahnhof HERIS-ID: 58075 Objekt-ID: 68523                                                      | Bahnhofstraße 12 Standort KG: Melk                       | Das zweigeschoßige ehemalige Hotel wurde 1894/95 im Stil des Späthistorismus erbaut. | BDA-Hist.: Q38080361 Status: Bescheid Stand der BDA-Liste: 2025-06-30 Name: Ehem. Hotel Bahnhof GstNr.: 263/5 |
| ja    | Datei hochladen | Tunnelportal (Wachbergtunnel) HERIS-ID: 91824 Objekt-ID: 106689                                           | bei Beim Tunnel 1 Standort KG: Melk                      | Das westliche Portal des Wachbergtunnels stammt aus dem Jahr 1858. | BDA-Hist.: Q37756500 Status: Bescheid Stand der BDA-Liste: 2025-06-30 Name: Tunnelportal (Wachtbergtunnel) GstNr.: 707 Wachbergtunnel, westliches Tunnelportal, Melk                                              |
| ja    | Datei hochladen | Prinzlhaus, Haus auf dem Stein HERIS-ID: 34491 Objekt-ID: 32809                                           | Felsensteig 4 Standort KG: Melk                          | Der ehemalige Stadtturm stammt aus dem 15. Jahrhundert. Später wurde er zu einem Wohnhaus umgebaut. Der Künstler Walter Prinzl richtete sich darin in den 1920er Jahren sein Atelier ein. | BDA-Hist.: Q37958373 Status: Bescheid Stand der BDA-Liste: 2025-06-30 Name: Prinzlhaus, Haus auf dem Stein GstNr.: .57 Prinzlhaus Melk                                                                            |
| ja    | Datei hochladen | Bürgerhaus HERIS-ID: 67180 Objekt-ID: 80126seit 2014                                                      | Felsensteig 6 Standort KG: Melk                          | | BDA-Hist.: Q38115670 Status: Bescheid Stand der BDA-Liste: 2025-06-30 Name: Bürgerhaus GstNr.: .58, 159/1 |
| ja    | Datei hochladen | Bürgerhaus HERIS-ID: 111533 Objekt-ID: 129428seit 2014                                                    | Fischergasse 3 Standort KG: Melk                         | | BDA-Hist.: Q37824563 Status: Bescheid Stand der BDA-Liste: 2025-06-30 Name: Bürgerhaus GstNr.: .54 |
| ja    | Datei hochladen | Ehem. Schiffmeisterhaus HERIS-ID: 59286 Objekt-ID: 70409                                                  | Fischergasse 5 Standort KG: Melk                         | An der Fassade des ehemaligen Schiffmeisterhauses sind die Pegelstände historischer Hochwasserkatastrophen markiert. Im 19. und 20. Jahrhundert beherbergte das Haus eine Naturalverpflegungsstation für Handwerker auf der Walz. | BDA-Hist.: Q38086707 Status: Bescheid Stand der BDA-Liste: 2025-06-30 Name: Ehem. Schiffmeisterhaus GstNr.: .52                                                                                                   |
| ja    | Datei hochladen | Figurenbildstock, hl. Johannes Nepomuk HERIS-ID: 67197 Objekt-ID: 80144                                   | vor Kirchenplatz 1 Standort KG: Melk                     | Die hochbarocke Statue des hl. Johannes Nepomuk auf einem hohen Volutenpostament steht im Ostteil des Hauptplatzes und ist mit 1736 bezeichnet. | BDA-Hist.: Q38115819 Status: Bescheid Stand der BDA-Liste: 2025-06-30 Name: Figurenbildstock, hl. Johannes Nepomuk GstNr.: 475/1 Figurenbildstock, hl. Johannes Nepomuk Melk                                      |
| ja    | Datei hochladen | Hotel Stadt Melk HERIS-ID: 67195 Objekt-ID: 80142seit 2014                                                | Hauptplatz 1 Standort KG: Melk                           | Das Hotel wurde in der Mitte des 19. Jahrhunderts errichtet und um 1970 umgebaut. | BDA-Hist.: Q38115798 Status: Bescheid Stand der BDA-Liste: 2025-06-30 Name: Hotel Stadt Melk GstNr.: .96 Hotel Stadt Melk                                                                                         |
| ja    | Datei hochladen | Wohn- und Geschäftshaus HERIS-ID: 111870 Objekt-ID: 129887seit 2014                                       | Hauptplatz 2 Standort KG: Melk                           | Dieses gegenüber der Kirche gelegene Haus diente als Benefiziatenhaus und wurde unter anderem 1693 erwähnt, als Wohnhaus eines angestellten Priesters. | BDA-Hist.: Q37827196 Status: Bescheid Stand der BDA-Liste: 2025-06-30 Name: Wohn- und Geschäftshaus GstNr.: .97 Hauptplatz 2 (Melk)                                                                               |
| ja    | Datei hochladen | Bürgerhaus HERIS-ID: 67196 Objekt-ID: 80143seit 2014                                                      | Hauptplatz 3 Standort KG: Melk                           | Das zweigeschoßige Gebäude mit Dachspeicherlucken stammt in seiner Kernsubstanz aus dem 16. Jahrhundert. Die schlichte Fensterrahmung stammt aus der 2. Hälfte des 19. Jahrhunderts. In den 1920er/1930er-Jahren erfolgte der Umbau des Erdgeschoßes zu einem Geschäft. | BDA-Hist.: Q38115810 Status: Bescheid Stand der BDA-Liste: 2025-06-30 Name: Bürgerhaus GstNr.: .98 Hauptplatz 3 (Melk)                                                                                            |
| ja    | Datei hochladen | Pfarrhof HERIS-ID: 67902 Objekt-ID: 80887                                                                 | Hauptplatz 5 Standort KG: Melk                           | Der Pfarrhof bildet mit drei zweigeschoßigen Trakten die Ecke zum Kirchplatz. Der breit gelagerte Trakt zum Hauptplatz wurde 1752 errichtet; der niedrigere kirchenseitige Trakt stammt aus dem 17. Jahrhundert. | BDA-Hist.: Q38117810 Status: Bescheid Stand der BDA-Liste: 2025-06-30 Name: Pfarrhof GstNr.: .95 Pfarrhof Melk |
| ja    | Datei hochladen | Wohnhaus HERIS-ID: 69332 Objekt-ID: 82404seit 2014                                                        | Hauptplatz 6 Standort KG: Melk                           | Das Haus mit Walmdach geht in seiner Bausubstanz in die 2. Hälfte des 16. Jahrhunderts zurück. | BDA-Hist.: Q38122152 Status: Bescheid Stand der BDA-Liste: 2025-06-30 Name: Wohnhaus GstNr.: .94 Hauptplatz 6 (Melk)                                                                                              |
| ja    | Datei hochladen | Bürgerhaus HERIS-ID: 67198 Objekt-ID: 80146seit 2014                                                      | Hauptplatz 7 Standort KG: Melk                           | | BDA-Hist.: Q38115830 Status: Bescheid Stand der BDA-Liste: 2025-06-30 Name: Bürgerhaus GstNr.: .93 Hauptplatz 7 (Melk)                                                                                            |
| ja    | Datei hochladen | Bürgerhaus HERIS-ID: 67199 Objekt-ID: 80147seit 2014                                                      | Hauptplatz 8 Standort KG: Melk                           | Das Haus mit einem Satteldach weist im Obergeschoß eine strenghistoristische Fassade aus der Zeit nach 1850 auf. | BDA-Hist.: Q38115840 Status: Bescheid Stand der BDA-Liste: 2025-06-30 Name: Bürgerhaus GstNr.: .92 Hauptplatz 8 (Melk)                                                                                            |
| ja    | Datei hochladen | Wohn- und Geschäftshaus HERIS-ID: 67191 Objekt-ID: 80137seit 2014                                         | Hauptplatz 10 Standort KG: Melk                          | Der Eckbau weist einen Balkon und eine späthistoristische Obergeschoßfassade von 1893 auf. | BDA-Hist.: Q38115772 Status: Bescheid Stand der BDA-Liste: 2025-06-30 Name: Wohn- und Geschäftshaus GstNr.: .47 Hauptplatz 10 (Melk)                                                                              |
| ja    | Datei hochladen | Bürgerhaus HERIS-ID: 67233 Objekt-ID: 80183seit 2014                                                      | Hauptstraße 1 Standort KG: Melk                          | | BDA-Hist.: Q38116026 Status: Bescheid Stand der BDA-Liste: 2025-06-30 Name: Bürgerhaus GstNr.: .99 Hauptstraße 1, Melk                                                                                            |
| ja    | Datei hochladen | Bürgerhaus HERIS-ID: 34492 Objekt-ID: 32810                                                               | Hauptstraße 2 Standort KG: Melk                          | Der zweigeschoßige Eckbau zum Kirchplatz mit vorkragendem Obergeschoß stammt im Kern aus dem 16. Jahrhundert. | BDA-Hist.: Q37958387 Status: Bescheid Stand der BDA-Liste: 2025-06-30 Name: Bürgerhaus GstNr.: .100 Bürgerhaus Hauptstraße 2 Melk                                                                                 |
| ja    | Datei hochladen | Bürgerhaus HERIS-ID: 67234 Objekt-ID: 80184seit 2014                                                      | Hauptstraße 4 Standort KG: Melk                          | Das Bürgerhaus stammt im Kern aus dem 17. Jahrhundert; das Geschäftsportal entstand in der Zeit nach 1920. | BDA-Hist.: Q38116036 Status: Bescheid Stand der BDA-Liste: 2025-06-30 Name: Bürgerhaus GstNr.: .101/1 Hauptstraße 4, Melk                                                                                         |
| ja    | Datei hochladen | Geschäftshaus HERIS-ID: 111944 Objekt-ID: 129981seit 2014                                                 | Hauptstraße 5 Standort KG: Melk                          | Das eingeschoßige Gebäude wurde nach 1900 deckungsgleich über dem bis zur Hauptstraße reichenden Keller des Hauses Sterngasse 17 errichtet. Der Keller besitzt heute noch die Adresse Hauptstraße 3. Das gesamte Gebäude gehört daher zum Schutzumfang von Sterngasse 17. Lediglich der Mittelteil der Fassade stellt ein getrenntes Grundstück dar (mit gesondertem Eigentümer) und wird daher vom Bundesdenkmalamt als eigenes Objekt geführt. | BDA-Hist.: Q37827775 Status: Bescheid Stand der BDA-Liste: 2025-06-30 Name: Geschäftshaus GstNr.: 473/5 Hauptstraße 5, Melk                                                                                       |
| ja    | Datei hochladen | Wohnhaus HERIS-ID: 111872 Objekt-ID: 129890seit 2014                                                      | Hauptstraße 6 Standort KG: Melk                          | | BDA-Hist.: Q37827225 Status: Bescheid Stand der BDA-Liste: 2025-06-30 Name: Wohnhaus GstNr.: .102 Hauptstraße 6, Melk                                                                                             |
| ja    | Datei hochladen | Wohn- und Geschäftshaus HERIS-ID: 111877 Objekt-ID: 129895seit 2014                                       | Hauptstraße 7 Standort KG: Melk                          | | BDA-Hist.: Q37827273 Status: Bescheid Stand der BDA-Liste: 2025-06-30 Name: Wohn- und Geschäftshaus GstNr.: .110/1 Hauptstraße 7, Melk                                                                            |
| ja    | Datei hochladen | Bürgerhaus, mit Umzäunung HERIS-ID: 34494 Objekt-ID: 32812seit 2014                                       | Hauptstraße 8 Standort KG: Melk                          | Der Mauerkern des mehrfach veränderten Hauses stammt aus dem 16. Jahrhundert. | BDA-Hist.: Q37958420 Status: Bescheid Stand der BDA-Liste: 2025-06-30 Name: Bürgerhaus, mit Umzäunung GstNr.: .105 Hauptstraße 8, Melk                                                                            |
| ja    | Datei hochladen | Wohn- und Geschäftshaus HERIS-ID: 111878 Objekt-ID: 129896seit 2014                                       | Hauptstraße 9 Standort KG: Melk                          | | BDA-Hist.: Q37827281 Status: Bescheid Stand der BDA-Liste: 2025-06-30 Name: Wohn- und Geschäftshaus GstNr.: .110/2 Hauptstraße 9, Melk                                                                            |
| ja    | Datei hochladen | Bürgerhaus HERIS-ID: 34493 Objekt-ID: 32811                                                               | Hauptstraße 10 Standort KG: Melk                         | Das Bürgerhaus mit einem Obergeschoß über spätgotischen Konsolen stammt in der Substanz aus der Mitte des 16. Jahrhunderts. | BDA-Hist.: Q37958405 Status: Bescheid Stand der BDA-Liste: 2025-06-30 Name: Bürgerhaus GstNr.: .106/1 |
| ja    | Datei hochladen | Wohn- und Geschäftshaus HERIS-ID: 69335 Objekt-ID: 82408seit 2014                                         | Hauptstraße 11 Standort KG: Melk                         | Die Fassade des Hauses mit altem Mauerkern stammt aus dem 20. Jahrhundert. | BDA-Hist.: Q38122172 Status: Bescheid Stand der BDA-Liste: 2025-06-30 Name: Wohn- und Geschäftshaus GstNr.: .110/3 Hauptstraße 11, Melk                                                                           |
| ja    | Datei hochladen | Bürgerhaus HERIS-ID: 67241 Objekt-ID: 80191                                                               | Hauptstraße 12 Standort KG: Melk                         | Die Substanz und innere Struktur des zweigeschoßigen Bürgerhauses stammen fast zur Gänze aus dem Spätmittelalter. Das Obergeschoß ruht auf spätgotischen Konsolen. Beim Geschäft im Erdgeschoß sind noch die originalen Türflügel und Holzläden aus der Zeit um 1800 erhalten. | BDA-Hist.: Q38116066 Status: Bescheid Stand der BDA-Liste: 2025-06-30 Name: Bürgerhaus GstNr.: .107 Bürgerhaus Hauptstraße 12 Melk                                                                                |
| ja    | Datei hochladen | Bürgerhaus, ehem. Salzstadel, ehem. Brotladen HERIS-ID: 34495 Objekt-ID: 32813                            | Hauptstraße 13 Standort KG: Melk                         | Das schmale zweigeschoßige Haus mit seinen markanten Eckerkertürmchen ist im Kern spätgotisch. | BDA-Hist.: Q37958435 Status: Bescheid Stand der BDA-Liste: 2025-06-30 Name: Bürgerhaus, ehem. Salzstadel, ehem. Brotladen GstNr.: .190 Bürgerhaus, ehem. Salzstadel, ehem. Brotladen Melk                         |
| ja BW | Datei hochladen | Bürgerhaus HERIS-ID: 67243 Objekt-ID: 80193seit 2014                                                      | Hauptstraße 14 Standort KG: Melk                         | Das Haus in der Hauptstraße 14 verfügt über einen spätgotischen Flacherker. | BDA-Hist.: Q38116077 Status: Bescheid Stand der BDA-Liste: 2025-06-30 Name: Bürgerhaus GstNr.: .108, .109 Hauptstraße 14-16, Melk                                                                                 |
| ja    | Datei hochladen | Bürgerhaus HERIS-ID: 34496 Objekt-ID: 32814                                                               | Hauptstraße 18 Standort KG: Melk                         | | BDA-Hist.: Q37958448 Status: Bescheid Stand der BDA-Liste: 2025-06-30 Name: Bürgerhaus GstNr.: .111/1 Hauptstraße 18, Melk                                                                                        |
| ja    | Datei hochladen | Nibelungenturm, Postturm HERIS-ID: 67200 Objekt-ID: 80148seit 2014                                        | J. Haidvogl-Gasse 6 Standort KG: Melk                    | Der zweigeschoßige Rundturm ist ein Rest der Stadtbefestigung aus dem Jahr 1585. Im Jahr 1888 wurde die Stadtmauer großteils abgetragen. 1889 baute die Sparkasse den Turm zu einem Zinnenturm um. Um 1928 wurde der Turm wieder in den Originalzustand rückgebaut. 1990 bezog die K.Ö.St.V. Nibelungia Melk den alten Sparkassenturm, den sie aus eigenen Mitteln restaurierte und den sie seither als Bude (Vereinslokal) nutzt. Ihre Insignien sind am Turm zu sehen.                                                                                 | BDA-Hist.: Q38115851 Status: Bescheid Stand der BDA-Liste: 2025-06-30 Name: Nibelungenturm, Postturm GstNr.: 117/10 Postturm, Melk                                                                                |
| ja    | Datei hochladen | Pflasterung im Bereich der Kirchengasse HERIS-ID: 111946 Objekt-ID: 129983seit 2014                       | Kirchengasse Standort KG: Melk                           | | BDA-Hist.: Q37827797 Status: Bescheid Stand der BDA-Liste: 2025-06-30 Name: Pflasterung im Bereich der Kirchengasse GstNr.: .106/1, .106/2                                                                        |
| ja    | Datei hochladen | Wohn- und Geschäftshaus HERIS-ID: 111874 Objekt-ID: 129892seit 2014                                       | Kirchenplatz 2 Standort KG: Melk                         | In den Häusern am Kirchenplatz 2 und 3 befand sich einst das erste Schulgebäude von Melk. Siehe dazu Wohn- und Geschäftshaus, ehem. Benefiziatenhaus. | BDA-Hist.: Q37827244 Status: Bescheid Stand der BDA-Liste: 2025-06-30 Name: Wohn- und Geschäftshaus GstNr.: .101/2                                                                                                |
| ja    | Datei hochladen | Wohn- und Geschäftshaus, ehem. Benefiziatenhaus HERIS-ID: 111873 Objekt-ID: 129891seit 2014               | Kirchenplatz 3 Standort KG: Melk                         | Das ehemalige Benefiziatenhaus wurde 1748 neu errichtet, nachdem der Vorgängerbau (ursprünglich zur Unterbringung des für die Lesung der Frühmesse angestellten Kaplans geschaffen) durch das Weyerbach-Hochwasser von 1747 zerstört worden war. Bis 1780 war darin eine Schule untergebracht, später fand es als Wohn- und Geschäftshaus Verwendung. | BDA-Hist.: Q37827233 Status: Bescheid Stand der BDA-Liste: 2025-06-30 Name: Wohn- und Geschäftshaus, ehem. Benefiziatenhaus GstNr.: 154                                                                           |
| ja    | Datei hochladen | Wohn- und Geschäftshaus HERIS-ID: 111875 Objekt-ID: 129893seit 2014                                       | Kirchenplatz 5 Standort KG: Melk                         | | BDA-Hist.: Q37827253 Status: Bescheid Stand der BDA-Liste: 2025-06-30 Name: Wohn- und Geschäftshaus GstNr.: .106/2                                                                                                |
| ja    | Datei hochladen | Bauernhaus HERIS-ID: 67201 Objekt-ID: 80149seit 2014                                                      | Kirchenplatz 9 Standort KG: Melk                         | | BDA-Hist.: Q38115862 Status: Bescheid Stand der BDA-Liste: 2025-06-30 Name: Bauernhaus GstNr.: 127 |
| ja    | Datei hochladen | Kath. Pfarrkirche Mariae Himmelfahrt mit Ölberggruppe und Kriegerdenkmal HERIS-ID: 34506 Objekt-ID: 32825 | Kirchenplatz 10 Standort KG: Melk                        | Eine spätgotische Kirche aus dem 15. Jahrhundert mit einem eingezogenen Chor. Nach dem Turmbrand 1847 wurde von 1868 bis 1877 der Turm und ein dreiachsiger, dreizoniger Turmvorbau neu errichtet. | BDA-Hist.: Q1116136 Status: Bescheid Stand der BDA-Liste: 2025-06-30 Name: Kath. Pfarrkirche Mariae Himmelfahrt mit Ölberggruppe und Kriegerdenkmal GstNr.: .104 Mariä-Himmelfahrt-Kirche (Melk)                  |
| ja    | Datei hochladen | Evang. Pfarrkirche A.B. und H.B./Erlöserkirche HERIS-ID: 50226 Objekt-ID: 54989                           | Kirchenstraße 15 Standort KG: Melk                       | Die evangelische Pfarrkirche, ein Rechteckbau mit asymmetrischem Satteldach und Dachreiter, wurde in den Jahren 1956 bis 1959 nach Plänen der Architekten Fritz Rollwagen und Rudolf Pamlitschek errichtet. | BDA-Hist.: Q1355761 Status: § 2a Stand der BDA-Liste: 2025-06-30 Name: Evang. Pfarrkirche A.B. und H.B./Erlöserkirche GstNr.: 206/25                                                                              |
| ja    | Datei hochladen | Stadtmauer HERIS-ID: 111945 Objekt-ID: 129982seit 2014                                                    | Klostersteig 5, bei Standort KG: Melk                    | Beim Klostersteig sind Reste der mittelalterlichen Stadtmauer erhalten. Ihre Ursprünge reichen in die Zeit zurück, als die Babenberger in Melk residierten. Die älteste urkundliche Erwähnung ist aus dem Jahr 1462 überliefert. Ab der Mitte des 16. Jahrhunderts bis etwa 1605 fanden zahlreiche Erneuerungen und Erweiterungen statt. Im 19. Jahrhundert hatte die Stadtbefestigung keinen militärischen Nutzen mehr und wurde zum größten Teil abgetragen.                                                                                           | BDA-Hist.: Q37827786 Status: Bescheid Stand der BDA-Liste: 2025-06-30 Name: Stadtmauer GstNr.: 472/3 |
| ja    | Datei hochladen | Wohnhaus HERIS-ID: 111902 Objekt-ID: 129927seit 2014                                                      | Klostersteig 3 Standort KG: Melk                         | | BDA-Hist.: Q37827464 Status: Bescheid Stand der BDA-Liste: 2025-06-30 Name: Wohnhaus GstNr.: .14 |
| ja    | Datei hochladen | Landesklinikum Mostviertel Melk und Kapelle HERIS-ID: 50225 Objekt-ID: 54988                              | Krankenhausstraße 11 Standort KG: Melk                   | Der Alttrakt wurde von 1896 bis 1899 in erhöhter Lage und im Osten der Stadt als Krankenhausneubau für rund 70 Betten errichtet. Die Kapelle Hl. Dreifaltigkeit wurde 1903 angebaut. | BDA-Hist.: Q1802294 Status: § 2a Stand der BDA-Liste: 2025-06-30 Name: Landesklinikum Mostviertel Melk und Kapelle GstNr.: 344/24 Landesklinikum Melk                                                             |
| ja    | Datei hochladen | Bürgerhaus und Wirtschaftsgebäude HERIS-ID: 67192 Objekt-ID: 80138seit 2014                               | Kremser Straße 2 Standort KG: Melk                       | Das „Haus am Stein“ ist das älteste im Originalbestand (spätmittelalterliche Bundtramdecke, gotische Rundlingdecke) erhaltene Gebäude, aus Bruchsteinmauerwerk Ende des 15. Jahrhunderts errichtet. Über die Fassade erstreckt sich ein mehrere hundert Jahre alter Weinstock. Daneben befindet sich ein ebenfalls aus Bruchsteinmauerwerk errichteter mittelalterlicher Speicher. | BDA-Hist.: Q38115778 Status: Bescheid Stand der BDA-Liste: 2025-06-30 Name: Bürgerhaus und Wirtschaftsgebäude GstNr.: .41 Bürgerhaus Kremserstraße 2, Melk                                                        |
| ja    | Datei hochladen | Bürgerhaus HERIS-ID: 67193 Objekt-ID: 80139seit 2014                                                      | Kremser Straße 3 Standort KG: Melk                       | Das dreigeschoßige Gebäude mit schlichter historistischer Fassade stammt aus 1893. | BDA-Hist.: Q38115786 Status: Bescheid Stand der BDA-Liste: 2025-06-30 Name: Bürgerhaus GstNr.: .46/1 |
| ja    | Datei hochladen | Bürgerhaus HERIS-ID: 69331 Objekt-ID: 82402seit 2014                                                      | Kremser Straße 4 Standort KG: Melk                       | Das zweigeschoßige Haus mit geglätteter Fassade und geschrägter Ecke weist einen spätmittelalterlichen Mauerkern auf. | BDA-Hist.: Q38122146 Status: Bescheid Stand der BDA-Liste: 2025-06-30 Name: Bürgerhaus GstNr.: .42, .43 |
| ja    | Datei hochladen | Bürgerhaus HERIS-ID: 67194 Objekt-ID: 80140seit 2014                                                      | Kremser Straße 5 Standort KG: Melk                       | Das Gebäude wurde 1894 errichtet. Es hat ein volutengerahmtes Rundbogenportal mit Verdachung, die Fassadengliederung schließt an die des Nachbarhauses Kremser Straße 3 an, die Ecke ist durch Risalite betont. | BDA-Hist.: Q38115791 Status: Bescheid Stand der BDA-Liste: 2025-06-30 Name: Bürgerhaus GstNr.: .46/3 |
| ja    | Datei hochladen | Wohnhaus, Kramerturm und Reste der Stadtmauer HERIS-ID: 34501 Objekt-ID: 32819                            | Kremser Straße 6 - 8 Standort KG: Melk                   | Ein wuchtiger Baukomplex an der Ecke Nibelungenlände/Kremser Straße mit einer Kernsubstanz aus dem 16. Jahrhundert. | BDA-Hist.: Q37958463 Status: Bescheid Stand der BDA-Liste: 2025-06-30 Name: Wohnhaus, Kramerturm und Reste der Stadtmauer GstNr.: .44                                                                             |
| ja    | Datei hochladen | Bürgerhaus, Hotel zur Post HERIS-ID: 67190 Objekt-ID: 80136seit 2014                                      | Linzer Straße 1 Standort KG: Melk                        | Das zweigeschoßige Gebäude stammt im Mauerkern aus dem 16. Jahrhundert, wurde aber mehrfach umgebaut. | BDA-Hist.: Q38115764 Status: Bescheid Stand der BDA-Liste: 2025-06-30 Name: Bürgerhaus, Hotel zur Post GstNr.: .91                                                                                                |
| ja    | Datei hochladen | Bürgerhaus HERIS-ID: 34502 Objekt-ID: 32820                                                               | Linzer Straße 2 Standort KG: Melk                        | Die Fassade des Bürgerhauses stammt aus der Zeit um 1800. | BDA-Hist.: Q37958493 Status: Bescheid Stand der BDA-Liste: 2025-06-30 Name: Bürgerhaus GstNr.: .48 Bürgerhaus Linzer Straße 2 Melk                                                                                |
| ja    | Datei hochladen | Altes Posthaus HERIS-ID: 34507 Objekt-ID: 32826                                                           | Linzer Straße 3 Standort KG: Melk                        | Der bemerkenswerte spätbarocke Bau mit repräsentativer Mittelachsenfassade wurde 1792 nach Plänen von Franz Wipplinger begonnen. | BDA-Hist.: Q1469807 Status: Bescheid Stand der BDA-Liste: 2025-06-30 Name: Altes Posthaus GstNr.: .90 Altes Posthaus Melk                                                                                         |
| ja    | Datei hochladen | Bürgerhaus HERIS-ID: 67188 Objekt-ID: 80134seit 2014                                                      | Linzer Straße 4 Standort KG: Melk                        | Das zweigeschoßige Gebäude mit traufständigem Satteldach stammt aus der Mitte des 19. Jahrhunderts. | BDA-Hist.: Q38115755 Status: Bescheid Stand der BDA-Liste: 2025-06-30 Name: Bürgerhaus GstNr.: .50 |
| ja    | Datei hochladen | Bürgerhaus, Sternhof HERIS-ID: 46390 Objekt-ID: 48307                                                     | Linzer Straße 6 Standort KG: Melk                        | Der zweigeschoßige Gebäudekomplex mit drei Trakten stammt im Kern aus dem 16. und 17. Jahrhundert. Seine schlichte Fassade erhielt er um 1850. | BDA-Hist.: Q38021095 Status: Bescheid Stand der BDA-Liste: 2025-06-30 Name: Bürgerhaus, Sternhof GstNr.: .51/1 |
| ja    | Datei hochladen | Gasthof Weißes Lamm HERIS-ID: 34503 Objekt-ID: 32822                                                      | Linzer Straße 7 Standort KG: Melk                        | Das zweigeschoßige Gebäude mit einem hohen rundbogigen Durchfahrtsportal stammt in der Substanz teilweise aus der 2. Hälfte des 16. Jahrhunderts. | BDA-Hist.: Q37958509 Status: Bescheid Stand der BDA-Liste: 2025-06-30 Name: Gasthof Weißes Lamm GstNr.: .89 |
| ja    | Datei hochladen | Bürgerhaus HERIS-ID: 111532 Objekt-ID: 129427seit 2014                                                    | Linzer Straße 8 Standort KG: Melk                        | Der dreigeschoßige Bau mit traufständigem Walmdach stammt im Kern zum Teil aus dem 16./17. Jahrhundert (mit einem Kreuzgratgewölbe um die Mitte des 16. Jahrhunderts im Trakt Fischergasse) und wurde in der ersten Hälfte des 19. Jahrhunderts umgebaut; die Fassade datiert um die Mitte des 20. Jahrhunderts und trägt einen barocken schmiedeeisernen Ausleger. | BDA-Hist.: Q37824552 Status: Bescheid Stand der BDA-Liste: 2025-06-30 Name: Bürgerhaus GstNr.: .53, .55 |
| ja    | Datei hochladen | Gasthof zum goldenen Kreuz HERIS-ID: 34504 Objekt-ID: 32823                                               | Linzer Straße 9 Standort KG: Melk                        | Das zweigeschoßige Gebäude mit Blendmauer weist eine schlichte Fassade aus der 1. Hälfte des 19. Jahrhunderts auf, integriert im Hof und im Inneren jedoch deutlich ältere Gemäuer. | BDA-Hist.: Q37958524 Status: Bescheid Stand der BDA-Liste: 2025-06-30 Name: Gasthof zum goldenen Kreuz GstNr.: .88 Gasthof zum goldenen Kreuz Melk                                                                |
| ja    | Datei hochladen | Bürgerhaus, ehem. Bäckerei HERIS-ID: 67186 Objekt-ID: 80132seit 2014                                      | Linzer Straße 10 Standort KG: Melk                       | Der zweigeschoßige Bau hat eine Kernsubstanz aus der 2. Hälfte des 16. Jahrhunderts. Die Fassade mit Geschäftsportalen stammt aus dem Jahr 1949. | BDA-Hist.: Q38115736 Status: Bescheid Stand der BDA-Liste: 2025-06-30 Name: Bürgerhaus, ehem. Bäckerei GstNr.: .56                                                                                                |
| ja    | Datei hochladen | Portal des ehem. Palais Althan-Pignatelli in Wien HERIS-ID: 13351 Objekt-ID: 9529                         | Linzer Straße 11 Standort KG: Melk                       | Der mächtige barocke Torflügel gehörte ursprünglich zum Stadtpalais Althan-Pignatelli in Wien, dessen Fassade von Joseph Emanuel Fischer von Erlach um 1730 gestaltet worden war. | BDA-Hist.: Q38175914 Status: Bescheid Stand der BDA-Liste: 2025-06-30 Name: Portal des ehem. Palais Althan-Pignatelli in Wien GstNr.: 166                                                                         |
| ja    | Datei hochladen | Bürgerhaus HERIS-ID: 67183 Objekt-ID: 80129seit 2014                                                      | Linzer Straße 11 Standort KG: Melk                       | Das zweigeschoßige Haus mit Walmdach und schlichter Fassade datiert im Mauerkern vermutlich aus dem 16. Jahrhundert. | BDA-Hist.: Q38115700 Status: Bescheid Stand der BDA-Liste: 2025-06-30 Name: Bürgerhaus GstNr.: 166 |
| ja    | Datei hochladen | Bürgerhaus HERIS-ID: 67185 Objekt-ID: 80131seit 2014                                                      | Linzer Straße 12 Standort KG: Melk                       | Der zweigeschoßige Bau hat eine Kernsubstanz aus dem 15. Jahrhundert und eine schlichte Fassade mit architravierten Fensterrahmungen aus dem 19. Jahrhundert. | BDA-Hist.: Q38115727 Status: Bescheid Stand der BDA-Liste: 2025-06-30 Name: Bürgerhaus GstNr.: .59 |
| ja    | Datei hochladen | Bürgerhaus HERIS-ID: 60176 Objekt-ID: 72160seit 2014                                                      | Linzer Straße 13 Standort KG: Melk                       | Der zweigeschoßige Bau hat eine hohe Blendmauer, ein breites spätgotischen Rundbogenportal und barocke Schmiedeeisenausleger. | BDA-Hist.: Q38090628 Status: Bescheid Stand der BDA-Liste: 2025-06-30 Name: Bürgerhaus GstNr.: .86 |
| ja    | Datei hochladen | Bürgerhaus HERIS-ID: 67184 Objekt-ID: 80130seit 2014                                                      | Linzer Straße 14 Standort KG: Melk                       | Der dreigeschoßige Bau hat eine hohe Blendmauer. | BDA-Hist.: Q38115717 Status: Bescheid Stand der BDA-Liste: 2025-06-30 Name: Bürgerhaus GstNr.: .60/1, .60/2 |
| ja    | Datei hochladen | Bürgerhaus HERIS-ID: 111536 Objekt-ID: 129431seit 2014                                                    | Linzer Straße 15 Standort KG: Melk                       | Das zweite Geschoß sowie die Fassade des Bürgerhauses stammen aus den 1950er-Jahren. | BDA-Hist.: Q37824633 Status: Bescheid Stand der BDA-Liste: 2025-06-30 Name: Bürgerhaus GstNr.: .85, 165 |
| ja    | Datei hochladen | Bürgerhaus HERIS-ID: 111535 Objekt-ID: 129430seit 2014                                                    | Linzer Straße 16 Standort KG: Melk                       | Das zweigeschoßige Gebäude enthält den Pyramidenkamin einer ehemaligen Rauchküche. | BDA-Hist.: Q37824605 Status: Bescheid Stand der BDA-Liste: 2025-06-30 Name: Bürgerhaus GstNr.: .61/1 |
| ja    | Datei hochladen | Bürgerhaus HERIS-ID: 111537 Objekt-ID: 129432seit 2014                                                    | Linzer Straße 17 Standort KG: Melk                       | Das zweigeschoßige Bürgerhaus mit Satteldach stammt im Kern aus dem 17. und 18. Jahrhundert. | BDA-Hist.: Q37824645 Status: Bescheid Stand der BDA-Liste: 2025-06-30 Name: Bürgerhaus GstNr.: .84 |
| ja    | Datei hochladen | Gasthof Goldener Ochs HERIS-ID: 67182 Objekt-ID: 80128seit 2014                                           | Linzer Straße 18 Standort KG: Melk                       | Der große dreiflügelige Bau weist ein breites Durchfahrtsportal aus der 1. Hälfte des 19. Jahrhunderts auf. | BDA-Hist.: Q38115690 Status: Bescheid Stand der BDA-Liste: 2025-06-30 Name: Gasthof Goldener Ochs GstNr.: .62 |
| ja    | Datei hochladen | Bürgerhaus HERIS-ID: 111879 Objekt-ID: 129898seit 2014                                                    | Linzer Straße 19 Standort KG: Melk                       | Hinter der aus den 1960er Jahren stammenden Fassade des zweigeschoßigen Hauses befinden sich zwei tonnengewölbte Räume aus der ersten Hälfte des 16. Jahrhunderts sowie eine kreuzgratgewölbte Einfahrt aus der Mitte bis zweiten Hälfte desselben Jahrhunderts. | BDA-Hist.: Q37827288 Status: Bescheid Stand der BDA-Liste: 2025-06-30 Name: Bürgerhaus GstNr.: .83 |
| ja    | Datei hochladen | Bürgerhaus HERIS-ID: 111883 Objekt-ID: 129903seit 2014                                                    | Linzer Straße 20 Standort KG: Melk                       | | BDA-Hist.: Q37827344 Status: Bescheid Stand der BDA-Liste: 2025-06-30 Name: Bürgerhaus GstNr.: 160 |
| ja    | Datei hochladen | Bürgerhaus HERIS-ID: 111880 Objekt-ID: 129900seit 2014                                                    | Linzer Straße 21 Standort KG: Melk                       | Der zweigeschoßige Eckbau zur Prinzlstraße umschließt an drei Seiten einen Innenhof. Er wurde in der ersten Hälfte des 19. Jahrhunderts erbaut, ein Mauerkern stammt vermutlich schon aus dem 16. Jahrhundert. | BDA-Hist.: Q37827312 Status: Bescheid Stand der BDA-Liste: 2025-06-30 Name: Bürgerhaus GstNr.: .82, 162 |
| ja    | Datei hochladen | Bürgerhaus HERIS-ID: 111882 Objekt-ID: 129902seit 2014                                                    | Linzer Straße 22 Standort KG: Melk                       | | BDA-Hist.: Q37827332 Status: Bescheid Stand der BDA-Liste: 2025-06-30 Name: Bürgerhaus GstNr.: .64 |
| ja    | Datei hochladen | Wohn- und Geschäftshaus HERIS-ID: 111881 Objekt-ID: 129901seit 2014                                       | Linzer Straße 23 Standort KG: Melk                       | Das Haus mit Erker und Walmdach wurde 1939 errichtet. | BDA-Hist.: Q37827321 Status: Bescheid Stand der BDA-Liste: 2025-06-30 Name: Wohn- und Geschäftshaus GstNr.: .80                                                                                                   |
| ja    | Datei hochladen | Gasthaus, Altes Brauhaus HERIS-ID: 67181 Objekt-ID: 80127seit 2014                                        | Linzer Straße 25 Standort KG: Melk                       | Der 1548 urkundlich erwähnte Brauereibetrieb wurde Anfang des 20. Jahrhunderts eingestellt, Darre, Speicher, Malztenne und Turm wurden abgetragen. Im Erdgeschoß des zweigeschoßigen Gebäudes befindet sich Raum mit Spiegelgewölbe und Stichkappenkranz aus der Mitte bis zweiten Hälfte des 16. Jahrhunderts, die Räume haben teilweise Kreuzgratgewölbe. Fassade und Torflügel stammen von ca. 1840. | BDA-Hist.: Q38115681 Status: Bescheid Stand der BDA-Liste: 2025-06-30 Name: Gasthaus, Altes Brauhaus GstNr.: .73/2, .73/1, .76/1, .76/2, .73/3, 737                                                               |
| ja    | Datei hochladen | Geschäftshaus, ehem. Brauhausschupfen HERIS-ID: 111923 Objekt-ID: 129957seit 2014                         | Linzer Straße 26 Standort KG: Melk                       | Der ehemalige „Brauhausschupfen“ gehörte ursprünglich zu der 1584 urkundlich erwähnten Brauerei. | BDA-Hist.: Q37827642 Status: Bescheid Stand der BDA-Liste: 2025-06-30 Name: Geschäftshaus, ehem. Brauhausschupfen GstNr.: .65/2, .65/1                                                                            |
| ja    | Datei hochladen | Kriegerdenkmal, Pionierdenkmal HERIS-ID: 67155 Objekt-ID: 80099                                           | vor Linzer Straße 25 Standort KG: Melk                   | Das von Alois Dorn geschaffene Denkmal zu Ehren der Pioniere des Bundesheeres wurde am 20. September 1959 eingeweiht. Von 1961 bis 1998 stand es am Beginn der Pionierstraße bei der Rollfähre am Hafen. 1998 wurde es auf Betreiben des Kameradschaftsbundes auf das Nibelungengelände versetzt. | BDA-Hist.: Q38115601 Status: Bescheid Stand der BDA-Liste: 2025-06-30 Name: Kriegerdenkmal, Pionierdenkmal GstNr.: 505/1                                                                                          |
| ja    | Datei hochladen | Stadttor, Sand- bzw. Wassertor HERIS-ID: 111947 Objekt-ID: 129984seit 2014                                | Nibelungenlände 1, bei Standort KG: Melk                 | Das 1594 als Urfahrtor (Überfahrtstor) erstmals genannte Stadttor diente als Befestigung eines Bachdurchflusses zur Donau, wo eine Schiffsanlegestelle die Überfahrt an das andere Ufer ermöglichte. 1820 musste der Wasserdurchlass („Wassertor“) dem Neubau der Kremser Straße weichen, während der rundbogige Durchgang („Sandtor“) erhalten blieb. | BDA-Hist.: Q37827807 Status: Bescheid Stand der BDA-Liste: 2025-06-30 Name: Stadttor, Sand- bzw. Wassertor GstNr.: 477/2                                                                                          |
| ja    | Datei hochladen | Bürgerhaus, Salzhof HERIS-ID: 67179 Objekt-ID: 80125seit 2014                                             | Nibelungenlände 1 Standort KG: Melk                      | Die einstige Lagerstätte der Stadt für Salz stammt im Mauerkern aus dem 16. und 17. Jahrhundert und wurde 1752 umgebaut. | BDA-Hist.: Q38115660 Status: Bescheid Stand der BDA-Liste: 2025-06-30 Name: Bürgerhaus, Salzhof GstNr.: .51/2 |
| ja    | Datei hochladen | Straßenbrücke, Stahlhubbrücke über den Donauarm HERIS-ID: 62567 Objekt-ID: 75126                          | bei Nibelungenlände 1 Standort KG: Melk                  | Die Stahlbrücke über den Donauarm wurde 1936/37 erbaut und 1988 saniert. Sie kann bei Hochwasser aufgezogen werden. | BDA-Hist.: Q38100224 Status: § 2a Stand der BDA-Liste: 2025-06-30 Name: Straßenbrücke, Stahlhubbrücke über den Donauarm GstNr.: 502/5, 477/1, 479/42 Lift bridge Melk                                             |
| ja    | Datei hochladen | Bürgerhaus HERIS-ID: 34505 Objekt-ID: 32824                                                               | Nibelungenlände 5a Standort KG: Melk                     | | BDA-Hist.: Q37958540 Status: Bescheid Stand der BDA-Liste: 2025-06-30 Name: Bürgerhaus GstNr.: 477/5 |
| ja    | Datei hochladen | Wohnhaus HERIS-ID: 111884 Objekt-ID: 129906seit 2014                                                      | Nibelungenlände 7 Standort KG: Melk                      | | BDA-Hist.: Q37827346 Status: Bescheid Stand der BDA-Liste: 2025-06-30 Name: Wohnhaus GstNr.: 158 |
| ja    | Datei hochladen | Turm der Stadtbefestigung, sog. Brauhausturm HERIS-ID: 34465 Objekt-ID: 32782                             | Prinzlstraße 3 Standort KG: Melk                         | Man nimmt an, dass der sogenannte Brauhausturm an der südwestlichen Ecke der Stadtmauer um 1586 errichtet wurde. Da er schon früh als Wohnung der Nachtwächter diente, ist er relativ gut erhalten. | BDA-Hist.: Q37958343 Status: Bescheid Stand der BDA-Liste: 2025-06-30 Name: Turm der Stadtbefestigung, sog. Brauhausturm GstNr.: .79 Brauhausturm Melk                                                            |
| ja    | Datei hochladen | Biragokaserne (Objekt 1-5, 8) HERIS-ID: 111263 Objekt-ID: 129055                                          | Prinzlstraße 22 Standort KG: Melk                        | Die Birago-Kaserne wurde 1910–1913 nach Plänen der Wiener Architekten Siegfried Theiss und Hans Jaksch als städtebaulicher Kontrapunk zum dominierenden Stift Melk errichtet. | BDA-Hist.: Q864967 Status: Bescheid Stand der BDA-Liste: 2025-06-30 Name: Biragokaserne (Objekt 1-5, 8) GstNr.: 208/2 Birago-Kaserne                                                                              |
| ja    | Datei hochladen | Garagenbaracke, ehem. Objekt 10 HERIS-ID: 113370 Objekt-ID: 131685seit 2021                               | Prinzlstraße 22 Obj. 21 Standort KG: Melk                | | BDA-Hist.: Q105672569 Status: Bescheid Stand der BDA-Liste: 2025-06-30 Name: Garagenbaracke, ehem. Objekt 10 GstNr.: 208/2 Barack 10 of Birago-Kaserne                                                            |
| ja    | Datei hochladen | Kolomanbrunnen HERIS-ID: 67246 Objekt-ID: 80196                                                           | vor Rathausplatz 4 Standort KG: Melk                     | Der nach dem hl. Koloman benannte Brunnen, in dessen Mitte sich eine Statue des Heiligen befindet, wurde 1687 für den Prälatenhof des Stiftes Melk geschaffen und 1722 an seinen Standort in der Stadt versetzt. | BDA-Hist.: Q1670046 Status: Bescheid Stand der BDA-Liste: 2025-06-30 Name: Kolomanbrunnen GstNr.: 473/4 Kolomanibrunnen, Melk                                                                                     |
| ja    | Datei hochladen | Bürgerhaus HERIS-ID: 34508 Objekt-ID: 32827                                                               | Rathausplatz 1 Standort KG: Melk                         | Das dreigeschoßige Gebäude mit steilem Walmdach ist in der Substanz spätmittelalterlich. Die Fassade der Obergeschoße entstand im Biedermeier. | BDA-Hist.: Q37958573 Status: Bescheid Stand der BDA-Liste: 2025-06-30 Name: Bürgerhaus GstNr.: .28 Rathausplatz 1 (Melk)                                                                                          |
| ja    | Datei hochladen | Bürgerhaus HERIS-ID: 34509 Objekt-ID: 32828                                                               | Rathausplatz 2 Standort KG: Melk                         | Die Substanz sowie die Struktur der Innenräume des giebelständigen Bürgerhauses sind spätmittelalterlich; die schlichte Fassade entstand um 1800. | BDA-Hist.: Q37958588 Status: Bescheid Stand der BDA-Liste: 2025-06-30 Name: Bürgerhaus GstNr.: .27 Rathausplatz 2 (Melk)                                                                                          |
| ja    | Datei hochladen | Bürgerhaus HERIS-ID: 67245 Objekt-ID: 80195seit 2014                                                      | Rathausplatz 3 Standort KG: Melk                         | Das zweigeschoßige giebelständige Bürgerhaus erfuhr vom 15. bis zum 19. Jahrhundert mehrere Umbauten. | BDA-Hist.: Q38116096 Status: Bescheid Stand der BDA-Liste: 2025-06-30 Name: Bürgerhaus GstNr.: .26 Rathausplatz 3 (Melk)                                                                                          |
| ja    | Datei hochladen | Bürgerhaus HERIS-ID: 67247 Objekt-ID: 80197seit 2014                                                      | Rathausplatz 4 Standort KG: Melk                         | Das dreigeschoßige Haus mit Walmdach weist historistische Fensterrahmungen aus der Zeit um 1900 auf. | BDA-Hist.: Q38116111 Status: Bescheid Stand der BDA-Liste: 2025-06-30 Name: Bürgerhaus GstNr.: .25 Rathausplatz 4 (Melk)                                                                                          |
| ja    | Datei hochladen | Bürgerhaus HERIS-ID: 34510 Objekt-ID: 32829                                                               | Rathausplatz 5 Standort KG: Melk                         | Das zweigeschoßige, breit gelagerte Haus mit einer Blendmauer stammt in der Substanz aus der 2. Hälfte des 16. Jahrhunderts. | BDA-Hist.: Q37958603 Status: Bescheid Stand der BDA-Liste: 2025-06-30 Name: Bürgerhaus GstNr.: 45 Rathausplatz 5 (Melk)                                                                                           |
| ja    | Datei hochladen | Bürgerhaus HERIS-ID: 46594 Objekt-ID: 48708                                                               | Rathausplatz 6 Standort KG: Melk                         | Das zweigeschoßige Bürgerhaus mit hoher Blendmauer entstand vom Ende des 16. bis zum Beginn des 17. Jahrhunderts. Das Innere weist noch die spätmittelalterlich-frühneuzeitliche Struktur auf. | BDA-Hist.: Q38022775 Status: Bescheid Stand der BDA-Liste: 2025-06-30 Name: Bürgerhaus GstNr.: .23 Rathausplatz 6 (Melk)                                                                                          |
| ja    | Datei hochladen | Bürgerhaus HERIS-ID: 34520 Objekt-ID: 32839                                                               | Rathausplatz 7 Standort KG: Melk                         | Das Eckhaus Rathausplatz 7 / Wiener Straße 1 ist in der Substanz spätmittelalterlich und hat eine barocke Fassade mit Riesenpilastern aus der Mitte des 18. Jahrhunderts. Der zweigeschoßige Eckerker ist über spätmittelalterlichen, abgewellten Konsolen erbaut. Das Spätrenaissanceportal, um 1568, hat eine Polsterquaderung und Pfeilergliederung. | BDA-Hist.: Q37958721 Status: Bescheid Stand der BDA-Liste: 2025-06-30 Name: Bürgerhaus GstNr.: 48 Rathausplatz 7 (Melk)                                                                                           |
| ja    | Datei hochladen | Bürgerhaus Zum Auge Gottes HERIS-ID: 34511 Objekt-ID: 32830                                               | Rathausplatz 8 Standort KG: Melk                         | Das Bürgerhaus mit steilem Walmdach stammt im Kern aus der Zeit um 1600. Es bildet die östliche Schmalseite des Rathausplatzes. | BDA-Hist.: Q37958617 Status: Bescheid Stand der BDA-Liste: 2025-06-30 Name: Bürgerhaus Zum Auge Gottes GstNr.: .127 Rathausplatz 8, Melk                                                                          |
| ja    | Datei hochladen | Bürgerhaus HERIS-ID: 34512 Objekt-ID: 32831                                                               | Rathausplatz 9 Standort KG: Melk                         | Das dreigeschoßige Eckhaus stammt im Kern aus dem 16. und 17. Jahrhundert. Die Fassade erhielt ihre Gliederung im Biedermeier. | BDA-Hist.: Q37958630 Status: Bescheid Stand der BDA-Liste: 2025-06-30 Name: Bürgerhaus GstNr.: .119 Bürgerhaus Rathausplatz 9 Melk                                                                                |
| ja    | Datei hochladen | Apothekerhaus, ehem. Lebzelterhaus HERIS-ID: 34513 Objekt-ID: 32832                                       | Rathausplatz 10 Standort KG: Melk                        | Das breit gelagerte dreigeschoßige Haus ist im Kern spätmittelalterlich. Es weist ein repräsentatives Portal vermutlich aus der 1. Hälfte des 17. Jahrhunderts auf. Die leicht geknickte Fassade erhielt Anfang des 19. Jahrhunderts ihr heutiges Aussehen. | BDA-Hist.: Q37958646 Status: Bescheid Stand der BDA-Liste: 2025-06-30 Name: Apothekerhaus, ehem. Lebzelterhaus GstNr.: 130/1 Rathausplatz 10 (Melk)                                                               |
| ja    | Datei hochladen | Rathaus/Gemeindeamt HERIS-ID: 50222 Objekt-ID: 54984                                                      | Rathausplatz 11 Standort KG: Melk                        | Das dreigeschoßige Rathaus mit schlichter Fassade wurde 1575 erstmals urkundlich erwähnt und erfuhr nach einem Brand im Jahr 1847 eine Erneuerung. | BDA-Hist.: Q38038805 Status: Bescheid Stand der BDA-Liste: 2025-06-30 Name: Rathaus/Gemeindeamt GstNr.: .117 Rathaus Melk                                                                                         |
| ja    | Datei hochladen | Bürgerhaus HERIS-ID: 34514 Objekt-ID: 32833                                                               | Rathausplatz 12 Standort KG: Melk                        | Das zweigeschoßige Bürgerhaus stammt in der Substanz aus dem 15. Jahrhundert und erhielt Anfang des 19. Jahrhunderts seine schlichte Fassade. Im Inneren sind mehrere spätgotische Portale und Gewölbe erhalten. | BDA-Hist.: Q37958661 Status: Bescheid Stand der BDA-Liste: 2025-06-30 Name: Bürgerhaus GstNr.: 147 Rathausplatz 12 (Melk)                                                                                         |
| ja    | Datei hochladen | Ehem. Gasthof goldener Hirsch HERIS-ID: 34515 Objekt-ID: 32834                                            | Rathausplatz 13 Standort KG: Melk                        | Das zweigeschoßige Gebäude mit hoher Blendmauer weist ein breites spätgotisches Rundbogenportal auf. | BDA-Hist.: Q37958675 Status: Bescheid Stand der BDA-Liste: 2025-06-30 Name: Ehem. Gasthof goldener Hirsch GstNr.: 147 Rathausplatz 13 (Melk)                                                                      |
| ja    | Datei hochladen | Bürgerhaus HERIS-ID: 67253 Objekt-ID: 80203seit 2014                                                      | Rathausplatz 14 Standort KG: Melk                        | Der Baukern des zweigeschoßigen Hauses mit einer Blendmauer stammt aus dem Spätmittelalter. | BDA-Hist.: Q38116158 Status: Bescheid Stand der BDA-Liste: 2025-06-30 Name: Bürgerhaus GstNr.: .114/1 Rathausplatz 14 (Melk)                                                                                      |
| ja    | Datei hochladen | Ehem. Krematorium, KZ-Gedenkstätte HERIS-ID: 67021 Objekt-ID: 79942seit 2021                              | bei Schießstattweg 4 Standort KG: Melk                   | Auf dem Gelände der Freiherr-von-Birago-Kaserne bestand vom 21. April 1944 bis zum 15. April 1945 das drittgrößte Außenlager des KZs Mauthausen, das KZ Melk. In dem Ende 1944 errichteten Krematoriumsgebäude, das heute außerhalb des Kasernengeländes liegt und dem Innenministerium untersteht, wurde später eine Gedenkstätte eingerichtet. | BDA-Hist.: Q105668980 Status: Bescheid Stand der BDA-Liste: 2025-06-30 Name: Ehem. Krematorium, KZ-Gedenkstätte GstNr.: .617 KZ Melk memorial site                                                                |
| ja    | Datei hochladen | Figurenbildstock, Spielbergkreuz HERIS-ID: 67023 Objekt-ID: 79945                                         | Spielberger Straße Standort KG: Melk                     | Der etwa vier Meter hohe Tabernakelpfeiler wurde 1625 auf Veranlassung des Abtes Reiner Landau errichtet. Die Säule ruht auf einem würfelförmigen Sockel. Der untere Teil ist umlaufend mit Cherubinköpfen geschmückt, der größere obere Teil mit gedrehter Kannelierung. Die Säule trägt ein vierseitiges Tabernakel mit Passionsreliefs (Christus am Ölberg, Geißelung, Kreuztragung, Kreuzigung). Über der Dachplatte erhebt sich auf einem pyramidenförmigen Sockel eine Statue vom Typ Madonna mit dem Kinde. Anmerkung: Identadresse Wiener Straße | BDA-Hist.: Q38115267 Status: § 2a Stand der BDA-Liste: 2025-06-30 Name: Figurenbildstock, Spielbergkreuz GstNr.: 716/2 Spielberger-Kreuz                                                                          |
| ja    | Datei hochladen | Wohnhaus HERIS-ID: 111887 Objekt-ID: 129909seit 2014                                                      | Stadtgraben 8 Standort KG: Melk                          | Das zweigeschoßige Wohnhaus wurde 1966 unter Einbeziehung der Überreste der ehemaligen Stadtmauer errichtet. Die ehemalige Stadtmauer befindet sich in der Rückwand des Hauses. Das Gebäude besitzt heute eine glatte, farblich akzentuierte Wärmedämmfassade und Kunststofffenster. Von der Unterschutzstellung ausgenommen ist das Innere der 1960er Jahre. | BDA-Hist.: Q37827362 Status: Bescheid Stand der BDA-Liste: 2025-06-30 Name: Wohnhaus GstNr.: .163/1 |
| ja    | Datei hochladen | Wohnhaus HERIS-ID: 111885 Objekt-ID: 129907seit 2014                                                      | Stadtgraben 14 Standort KG: Melk                         | | BDA-Hist.: Q37827353 Status: Bescheid Stand der BDA-Liste: 2025-06-30 Name: Wohnhaus GstNr.: .331 |
| ja    | Datei hochladen | Wetterhäuschen HERIS-ID: 67222 Objekt-ID: 80171                                                           | im Stadtpark Standort KG: Melk                           | Der 1886 eröffnete Stadtpark wurde unter anderem mit einem Wetterhäuschen ausgestattet. Hersteller war der Mechaniker Heinrich Kappeller, der in Wien-Margareten eine Werkstatt betrieb. | BDA-Hist.: Q38115946 Status: § 2a Stand der BDA-Liste: 2025-06-30 Name: Wetterhäuschen GstNr.: 263/2 Wetterhäuschen Melk                                                                                          |
| ja    | Datei hochladen | Persönlichkeitsdenkmal Franz Xaver Linde HERIS-ID: 67223 Objekt-ID: 80172                                 | im Stadtpark Standort KG: Melk                           | Das im Jahr 1904 von der Sparkasse gestiftete Denkmal erinnert an den ehemaligen Melker Bürgermeister Franz Xaver Linde, den Initiator des Stadtparks. | BDA-Hist.: Q38115957 Status: § 2a Stand der BDA-Liste: 2025-06-30 Name: Persönlichkeitsdenkmal Franz Xaver Linde GstNr.: 263/2 Denkmal Franz Xaver Linde, Stadtpark Melk                                          |
| ja    | Datei hochladen | Bürgerhaus HERIS-ID: 67227 Objekt-ID: 80177seit 2014                                                      | Sterngasse 1 Standort KG: Melk                           | Das zweigeschoßige Haus stammt im Mauerkern vermutlich aus dem 16. Jahrhundert und erhielt seine Fassade um 1910. | BDA-Hist.: Q38115967 Status: Bescheid Stand der BDA-Liste: 2025-06-30 Name: Bürgerhaus GstNr.: .40 |
| ja    | Datei hochladen | Bürgerhaus HERIS-ID: 67228 Objekt-ID: 80178seit 2014                                                      | Sterngasse 5 Standort KG: Melk                           | Das giebelständige Haus stammt im Kern aus dem 16. Jahrhundert. | BDA-Hist.: Q38115977 Status: Bescheid Stand der BDA-Liste: 2025-06-30 Name: Bürgerhaus GstNr.: .38 |
| ja    | Datei hochladen | Bürgerhaus HERIS-ID: 67229 Objekt-ID: 80179seit 2014                                                      | Sterngasse 7 Standort KG: Melk                           | Das zweigeschoßige giebelständige Haus stammt im Mauerkern aus dem 16. Jahrhundert und wurde vor kurzem erneuert. | BDA-Hist.: Q38115986 Status: Bescheid Stand der BDA-Liste: 2025-06-30 Name: Bürgerhaus GstNr.: .37 |
| ja    | Datei hochladen | Bürgerhaus HERIS-ID: 67230 Objekt-ID: 80180seit 2014                                                      | Sterngasse 9 Standort KG: Melk                           | Das breit gelagerte Haus mit Schopfwalmdach stammt im Kern aus dem 16. Jahrhundert. | BDA-Hist.: Q38116002 Status: Bescheid Stand der BDA-Liste: 2025-06-30 Name: Bürgerhaus GstNr.: .36 |
| ja    | Datei hochladen | Bürgerhaus HERIS-ID: 56805 Objekt-ID: 66402seit 2014                                                      | Sterngasse 11 Standort KG: Melk                          | | BDA-Hist.: Q38073686 Status: Bescheid Stand der BDA-Liste: 2025-06-30 Name: Bürgerhaus GstNr.: .35 |
| ja    | Datei hochladen | Wohnhaus HERIS-ID: 111871 Objekt-ID: 129889seit 2014                                                      | Sterngasse 13 Standort KG: Melk                          | Das zweigeschoßige Haus ist in der Substanz des Erdgeschoßes noch spätmittelalterlich, erhielt seine heutige Fassade aber erst im 20. Jahrhundert. | BDA-Hist.: Q37827205 Status: Bescheid Stand der BDA-Liste: 2025-06-30 Name: Wohnhaus GstNr.: .34 |
| ja    | Datei hochladen | Bürgerhaus HERIS-ID: 56806 Objekt-ID: 66403seit 2014                                                      | Sterngasse 15 Standort KG: Melk                          | Das zweigeschoßige giebelständige Haus stammt in seiner Substanz aus der 1. Hälfte des 16. Jahrhunderts. Seine Fassade erhielt es in den 1920er- und 1930er-Jahren. | BDA-Hist.: Q38073696 Status: Bescheid Stand der BDA-Liste: 2025-06-30 Name: Bürgerhaus GstNr.: .33 |
| ja    | Datei hochladen | Gasthof Goldener Stern, ehem. Stiftstaverne HERIS-ID: 67231 Objekt-ID: 80181seit 2014                     | Sterngasse 17 Standort KG: Melk                          | Die ehemalige Stiftstaverne und jetziger Gasthof Goldener Stern wurde unter Mitwirkung von Franz Munggenast (1724–1748) 1736 umgebaut. Über dem Portal befindet sich das Melker Stiftswappen (datiert mit 1876) und darüber ein neugotisches Mariakrönung-Relief. | BDA-Hist.: Q38116010 Status: Bescheid Stand der BDA-Liste: 2025-06-30 Name: Gasthof Goldener Stern, ehem. Stiftstaverne GstNr.: .32 Gasthof Goldener Stern, Melk                                                  |
| ja    | Datei hochladen | Ehem. Rentamtshof des Stiftes, ehem. Posthof HERIS-ID: 34516 Objekt-ID: 32835                             | Sterngasse 19 Standort KG: Melk                          | Alter Pfarrhof (bis ins 16. Jahrhundert) und ehemaliger Rentamtshof des Stiftes sowie ehemalige Poststation. Straßenseitig ein spätgotischer zweigeschoßiger Bau. Links ein leichter Mauervorsprung, der mittels Wandmalerei (aus der Mitte des 16. Jahrhunderts) einen Scheinerker darstellt. Rechts fragmentierte Wandmalerei um 1575, die 1975 freigelegt wurde. | BDA-Hist.: Q37958690 Status: Bescheid Stand der BDA-Liste: 2025-06-30 Name: Ehem. Rentamtshof des Stiftes, ehem. Posthof GstNr.: .31 Sterngasse 19, Melk                                                          |
| ja    | Datei hochladen | Bürgerhaus HERIS-ID: 34517 Objekt-ID: 32836                                                               | Sterngasse 21 Standort KG: Melk                          | Die ehemalige Durchfahrt des breit gelagerten eingeschoßigen Hauses stammt aus der 1. Hälfte des 16. Jahrhunderts. | BDA-Hist.: Q37958706 Status: Bescheid Stand der BDA-Liste: 2025-06-30 Name: Bürgerhaus GstNr.: 39 |
| ja    | Datei hochladen | Wohnhaus HERIS-ID: 111876 Objekt-ID: 129894seit 2014                                                      | Sterngasse 23 Standort KG: Melk                          | Das zweigeschoßige giebelständige Haus weist eine Durchfahrt aus dem 16. Jahrhundert auf, wurde ansonsten aber umgebaut. | BDA-Hist.: Q37827263 Status: Bescheid Stand der BDA-Liste: 2025-06-30 Name: Wohnhaus GstNr.: .29 |
| ja    | Datei hochladen | Walentavilla HERIS-ID: 111901 Objekt-ID: 129926seit 2014                                                  | Stiftsweg 4 Standort KG: Melk                            | | BDA-Hist.: Q37827453 Status: Bescheid Stand der BDA-Liste: 2025-06-30 Name: Walentavilla GstNr.: .15, 472/1 |
| ja    | Datei hochladen | Friedhof und Kapelle sowie Grab Haidvogl – Hammer HERIS-ID: 67022 Objekt-ID: 79943                        | am Friedhof Standort KG: Melk                            | Der Friedhof mit Umfriedungsmauer wurde 1810 angelegt. Die Aufbahrungshalle mit einem großen Kruzifix im Inneren stammt aus dem Jahr 1822. | BDA-Hist.: Q38115258 Status: § 2a Stand der BDA-Liste: 2025-06-30 Name: Friedhof und Kapelle sowie Grab Haidvogl – Hammer GstNr.: .183, 346 Friedhof Melk                                                         |
| ja    | Datei hochladen | Bürgerhaus HERIS-ID: 66968 Objekt-ID: 79882seit 2014                                                      | Wiener Straße 3 Standort KG: Melk                        | Das Eckhaus zur Kirchenstiege weist Reste von Sgraffitomalerei aus dem 16. Jahrhundert auf. | BDA-Hist.: Q38115098 Status: Bescheid Stand der BDA-Liste: 2025-06-30 Name: Bürgerhaus GstNr.: .21 |
| ja    | Datei hochladen | Bürgerhaus HERIS-ID: 66964 Objekt-ID: 79878seit 2014                                                      | Wiener Straße 4 Standort KG: Melk                        | Das Bürgerhaus mit hoher Blendmauer stammt im Kern aus dem 16. und 17. Jahrhundert. | BDA-Hist.: Q38115039 Status: Bescheid Stand der BDA-Liste: 2025-06-30 Name: Bürgerhaus GstNr.: .128 |
| ja    | Datei hochladen | Bürgerhaus HERIS-ID: 66967 Objekt-ID: 79881seit 2014                                                      | Wiener Straße 5 Standort KG: Melk                        | Das Eckhaus mit steilem Walmdach stammt im Kern aus dem 17. Jahrhundert. | BDA-Hist.: Q38115088 Status: Bescheid Stand der BDA-Liste: 2025-06-30 Name: Bürgerhaus GstNr.: .20 |
| ja    | Datei hochladen | Bürgerhaus HERIS-ID: 111897 Objekt-ID: 129922seit 2014                                                    | Wiener Straße 6 Standort KG: Melk                        | Das Wohnhaus mit Dachspeichergeschoß stammt in seiner Binnenstruktur aus dem 16. Jahrhundert. | BDA-Hist.: Q37827411 Status: Bescheid Stand der BDA-Liste: 2025-06-30 Name: Bürgerhaus GstNr.: .129 |
| ja    | Datei hochladen | Wohnhaus HERIS-ID: 111900 Objekt-ID: 129925seit 2014                                                      | Wiener Straße 7 Standort KG: Melk                        | Die meisten Gewölbe des zweigeschoßigen Hauses stammen noch aus dem 16. Jahrhundert. | BDA-Hist.: Q37827442 Status: Bescheid Stand der BDA-Liste: 2025-06-30 Name: Wohnhaus GstNr.: .19 |
| ja    | Datei hochladen | Bürgerhaus HERIS-ID: 66966 Objekt-ID: 79880seit 2014                                                      | Wiener Straße 8 Standort KG: Melk                        | Das Haus stammt im Kern aus dem 16. Jahrhundert und erhielt im 19. Jahrhundert sein Kastenportal. | BDA-Hist.: Q38115077 Status: Bescheid Stand der BDA-Liste: 2025-06-30 Name: Bürgerhaus GstNr.: .130 |
| ja    | Datei hochladen | Wohnhaus HERIS-ID: 69334 Objekt-ID: 82406seit 2014                                                        | Wiener Straße 9 Standort KG: Melk                        | Das Haus stammt im Kern aus dem 16. Jahrhundert und wurde im 19. Jahrhundert verändert. | BDA-Hist.: Q38122162 Status: Bescheid Stand der BDA-Liste: 2025-06-30 Name: Wohnhaus GstNr.: 51 |
| ja    | Datei hochladen | Bürgerhaus HERIS-ID: 111898 Objekt-ID: 129923seit 2014                                                    | Wiener Straße 10 Standort KG: Melk                       | Das Haus an der Wiener Straße 10 ist Teil eines Bauensembles, für welches das hintereinander gestaffelte Vorspringen der Häuserfronten charakteristisch ist. | BDA-Hist.: Q37827421 Status: Bescheid Stand der BDA-Liste: 2025-06-30 Name: Bürgerhaus GstNr.: .131 |
| ja    | Datei hochladen | Wohnhaus HERIS-ID: 111899 Objekt-ID: 129924seit 2014                                                      | Wiener Straße 11 Standort KG: Melk                       | | BDA-Hist.: Q37827432 Status: Bescheid Stand der BDA-Liste: 2025-06-30 Name: Wohnhaus GstNr.: .17 |
| ja    | Datei hochladen | Bürgerhaus HERIS-ID: 67321 Objekt-ID: 80272seit 2014                                                      | Wiener Straße 11a Standort KG: Melk                      | Das Haus mit hakenförmigem Grundriss stammt aus dem späten 16. und dem 17. Jahrhundert. | BDA-Hist.: Q38116346 Status: Bescheid Stand der BDA-Liste: 2025-06-30 Name: Bürgerhaus GstNr.: .16 |
| ja    | Datei hochladen | Wohn- und Geschäftshaus HERIS-ID: 69333 Objekt-ID: 82405seit 2014                                         | Wiener Straße 12 Standort KG: Melk                       | Das im Kern aus dem späten 16. Jahrhundert stammende Haus bekam später eine neue Fassade. | BDA-Hist.: Q38122157 Status: Bescheid Stand der BDA-Liste: 2025-06-30 Name: Wohn- und Geschäftshaus GstNr.: .132                                                                                                  |
| ja    | Datei hochladen | Stadtmauer, Wohnhaus HERIS-ID: 46597 Objekt-ID: 48711seit 2014                                            | Wiener Straße 13 Standort KG: Melk                       | Das Bürgerhaus in der Wiener Straße 13 ist an der zum Klostersteig gelegenen Westseite an einen Mauerabschnitt der ehemaligen Stadtmauer angelehnt. | BDA-Hist.: Q38022806 Status: Bescheid Stand der BDA-Liste: 2025-06-30 Name: Stadtmauer, Wohnhaus GstNr.: 56 |
| ja    | Datei hochladen | Bürgerhaus HERIS-ID: 66963 Objekt-ID: 79877seit 2014                                                      | Wiener Straße 14 Standort KG: Melk                       | Das Bürgerhaus mit Schopfwalmdach vom Ende des 16. Jahrhunderts erfuhr im 18. Jahrhundert Umbauten. | BDA-Hist.: Q38115029 Status: Bescheid Stand der BDA-Liste: 2025-06-30 Name: Bürgerhaus GstNr.: .133 |
| ja    | Datei hochladen | Bürgerhaus mit Hauszeichen HERIS-ID: 67320 Objekt-ID: 80271seit 2014                                      | Wiener Straße 15 Standort KG: Melk                       | Das Bürgerhaus wurde nach 1821 erbaut. Die barocke Haussegensfigur stand ursprünglich auf dem ehemaligen Friedhof. | BDA-Hist.: Q38116336 Status: Bescheid Stand der BDA-Liste: 2025-06-30 Name: Bürgerhaus mit Hauszeichen GstNr.: .608                                                                                               |
| ja    | Datei hochladen | Bürgerhaus HERIS-ID: 66962 Objekt-ID: 79876seit 2014                                                      | Wiener Straße 16 Standort KG: Melk                       | Das zweigeschoßige Haus mit Vorschussmauer weist Gewölbe aus der 2. Hälfte des 16. Jahrhunderts auf, ist im Kern aber noch älter. | BDA-Hist.: Q38115019 Status: Bescheid Stand der BDA-Liste: 2025-06-30 Name: Bürgerhaus GstNr.: .134 |
| ja    | Datei hochladen | Wohnhaus HERIS-ID: 111913 Objekt-ID: 129938seit 2014                                                      | Wiener Straße 17 Standort KG: Melk                       | | BDA-Hist.: Q37827563 Status: Bescheid Stand der BDA-Liste: 2025-06-30 Name: Wohnhaus GstNr.: .13 |
| ja    | Datei hochladen | Bürgerhaus HERIS-ID: 66959 Objekt-ID: 79873seit 2014                                                      | Wiener Straße 18 Standort KG: Melk                       | Das Gebäude mit Schopfwalmdach weist im Hinterhaus Tonnengewölbe aus dem 16. Jahrhundert auf. | BDA-Hist.: Q38114998 Status: Bescheid Stand der BDA-Liste: 2025-06-30 Name: Bürgerhaus GstNr.: .135 |
| ja    | Datei hochladen | Wohn- und Gasthaus HERIS-ID: 111914 Objekt-ID: 129939seit 2014                                            | Wiener Straße 19 Standort KG: Melk                       | | BDA-Hist.: Q37827573 Status: Bescheid Stand der BDA-Liste: 2025-06-30 Name: Wohn- und Gasthaus GstNr.: .12 |
| ja    | Datei hochladen | Bürgerhaus HERIS-ID: 67322 Objekt-ID: 80273seit 2014                                                      | Wiener Straße 20 Standort KG: Melk                       | Das Haus mit steilem Mansarddach stammt im Kern vermutlich aus dem 18. Jahrhundert. | BDA-Hist.: Q38116355 Status: Bescheid Stand der BDA-Liste: 2025-06-30 Name: Bürgerhaus GstNr.: .136 |
| ja    | Datei hochladen | Wohnhaus HERIS-ID: 111915 Objekt-ID: 129940seit 2014                                                      | Wiener Straße 21 Standort KG: Melk                       | Das Haus mit auffällig hohem Sockelgeschoß stammt aus dem 18. Jahrhundert. | BDA-Hist.: Q37827581 Status: Bescheid Stand der BDA-Liste: 2025-06-30 Name: Wohnhaus GstNr.: .11 |
| ja    | Datei hochladen | Bürgerhaus HERIS-ID: 111896 Objekt-ID: 129921seit 2014                                                    | Wiener Straße 22 Standort KG: Melk                       | Das Gebäude in der Wiener Straße 22 ist an der zur Zaglauer-Gasse gelegenen Westseite an einen Mauerabschnitt der ehemaligen Stadtmauer angelehnt. | BDA-Hist.: Q37827401 Status: Bescheid Stand der BDA-Liste: 2025-06-30 Name: Bürgerhaus GstNr.: .372 |
| ja    | Datei hochladen | Wohnhaus HERIS-ID: 111916 Objekt-ID: 129941seit 2014                                                      | Wiener Straße 23 Standort KG: Melk                       | | BDA-Hist.: Q37827591 Status: Bescheid Stand der BDA-Liste: 2025-06-30 Name: Wohnhaus GstNr.: .10 |
| ja    | Datei hochladen | Wohnhaus HERIS-ID: 111907 Objekt-ID: 129932seit 2014                                                      | Wiener Straße 24 Standort KG: Melk                       | | BDA-Hist.: Q37827506 Status: Bescheid Stand der BDA-Liste: 2025-06-30 Name: Wohnhaus GstNr.: .360 |
| ja    | Datei hochladen | Wohnhaus HERIS-ID: 111917 Objekt-ID: 129942seit 2014                                                      | Wiener Straße 25 Standort KG: Melk                       | | BDA-Hist.: Q37827602 Status: Bescheid Stand der BDA-Liste: 2025-06-30 Name: Wohnhaus GstNr.: .9 |
| ja    | Datei hochladen | Wohnhaus HERIS-ID: 111908 Objekt-ID: 129933seit 2014                                                      | Wiener Straße 26 Standort KG: Melk                       | | BDA-Hist.: Q37827514 Status: Bescheid Stand der BDA-Liste: 2025-06-30 Name: Wohnhaus GstNr.: .138 |
| ja    | Datei hochladen | Bürgerhaus HERIS-ID: 67319 Objekt-ID: 80270seit 2014                                                      | Wiener Straße 27 Standort KG: Melk                       | | BDA-Hist.: Q38116327 Status: Bescheid Stand der BDA-Liste: 2025-06-30 Name: Bürgerhaus GstNr.: .8/1, 63 |
| ja    | Datei hochladen | Wohnhaus HERIS-ID: 111909 Objekt-ID: 129934seit 2014                                                      | Wiener Straße 28 Standort KG: Melk                       | | BDA-Hist.: Q37827524 Status: Bescheid Stand der BDA-Liste: 2025-06-30 Name: Wohnhaus GstNr.: .207 |
| ja    | Datei hochladen | Wohnhaus HERIS-ID: 111918 Objekt-ID: 129943seit 2014                                                      | Wiener Straße 29 Standort KG: Melk                       | Das Zwickelhaus zur Abt-Berthold-Dietmayr-Straße wurde vor 1821 erbaut. | BDA-Hist.: Q37827613 Status: Bescheid Stand der BDA-Liste: 2025-06-30 Name: Wohnhaus GstNr.: .8/2 |
| ja    | Datei hochladen | Wohnhaus HERIS-ID: 111910 Objekt-ID: 129935seit 2014                                                      | Wiener Straße 30, 32 Standort KG: Melk                   | Das vom Bundesdenkmalamt als „Wohnhaus“ ausgewiesene Gebäude wird als Hotel und Restaurant genutzt und verfügt unter anderem über ein altes Kellergewölbe. | BDA-Hist.: Q37827534 Status: Bescheid Stand der BDA-Liste: 2025-06-30 Name: Wohnhaus GstNr.: .140 |
| ja    | Datei hochladen | Wohnhaus HERIS-ID: 111911 Objekt-ID: 129936seit 2014                                                      | Wiener Straße 34 Standort KG: Melk                       | | BDA-Hist.: Q37827544 Status: Bescheid Stand der BDA-Liste: 2025-06-30 Name: Wohnhaus GstNr.: .142 |
| ja    | Datei hochladen | Wohnhaus HERIS-ID: 111912 Objekt-ID: 129937seit 2014                                                      | Wiener Straße 36 Standort KG: Melk                       | Das im Kern aus dem 18. Jahrhundert stammende giebelständige Haus wurde später erneuert. | BDA-Hist.: Q37827554 Status: Bescheid Stand der BDA-Liste: 2025-06-30 Name: Wohnhaus GstNr.: .143/1 |
| ja    | Datei hochladen | Bischöfliches Seminar mit Kapelle HERIS-ID: 50224 Objekt-ID: 54987                                        | Wiener Straße 45 Standort KG: Melk                       | Das Bischöfliche Seminar als frei stehender Komplex wurde in den Jahren 1903 bis 1905 nach einem Entwurf des Architekten Heinrich Holzeland unter dem Baumeister Josef Schmalzhofer errichtet. Von 1971 bis 1972 erfolgte ein Anbau in Sichtbeton nach den Plänen von Baumeister Johann Kräftner senior. | BDA-Hist.: Q866260 Status: § 2a Stand der BDA-Liste: 2025-06-30 Name: Bischöfliches Seminar mit Kapelle GstNr.: 348/2, 348/3 Bischöfliches Seminar Melk                                                           |
| ja    | Datei hochladen | Bildstock, Leopoldikreuz HERIS-ID: 67027 Objekt-ID: 79949                                                 | Standort KG: Melk                                        | Der zierlich dekorierte barocke Pfeiler mit Tabernakelaufsatz und Kreuz steht nordöstlich der Stadt. | BDA-Hist.: Q38115288 Status: § 2a Stand der BDA-Liste: 2025-06-30 Name: Bildstock, Leopoldikreuz GstNr.: 411 Leopoldikreuz, Melk                                                                                  |
| ja    | Datei hochladen | Stadtmauer HERIS-ID: 34521 Objekt-ID: 32840                                                               | Zaglauergasse Standort KG: Melk                          | In der Zaglauergasse sind Reste der mittelalterlichen Stadtmauer erhalten. Ihre Ursprünge reichen in die Zeit zurück, als die Babenberger in Melk residierten. Die älteste urkundliche Erwähnung ist aus dem Jahr 1462 überliefert. Ab der Mitte des 16. Jahrhunderts bis etwa 1605 fanden zahlreiche Erneuerungen und Erweiterungen statt. Im 19. Jahrhundert hatte die Stadtbefestigung keinen militärischen Nutzen mehr und wurde zum größten Teil abgetragen.                                                                                        | BDA-Hist.: Q37958736 Status: Bescheid Stand der BDA-Liste: 2025-06-30 Name: Stadtmauer GstNr.: 474/2 |
| ja    | Datei hochladen | Schloss Pielach mit Wandmalereien HERIS-ID: 34758 Objekt-ID: 33145                                        | Pielach 11 Standort KG: Pielach                          | Das Schloss Pielach besteht aus zwei ungleichen Trakten. Sie münden in stumpfem Winkel auf einen Torbau mit achteckigem Turmaufsatz. Nach der Verwüstung 1619 wurde das Schloss ab 1692 lange Zeit umgebaut und erweitert. Im Obergeschoß des Südtrakts befinden sich bemerkenswerte Wandmalereien von Johann Baptist Wenzel Bergl aus der Zeit um 1766. | BDA-Hist.: Q37960012 Status: Bescheid Stand der BDA-Liste: 2025-06-30 Name: Schloss Pielach mit Wandmalereien GstNr.: .6 Schloss Pielach                                                                          |
| ja    | Datei hochladen | Ortskapelle Pielach HERIS-ID: 67040 Objekt-ID: 79962                                                      | Pielach 24, neben Standort KG: Pielach                   | Der neugotische Giebelbau mit Dachreiter und Strebepfeilern wurde 1908 erbaut und 1998 restauriert. | BDA-Hist.: Q38115300 Status: § 2a Stand der BDA-Liste: 2025-06-30 Name: Ortskapelle Pielach GstNr.: .43 |
| ja    | Datei hochladen | Wegkapelle mit Figur hl. Johannes Nepomuk HERIS-ID: 67041 Objekt-ID: 79963                                | Pielach 14, gegenüber Standort KG: Pielach               | In der Nische dieser Wegkapelle südöstlich des Ortes steht eine Statue des hl. Johannes Nepomuk. | BDA-Hist.: Q38115307 Status: § 2a Stand der BDA-Liste: 2025-06-30 Name: Wegkapelle mit Figur hl. Johannes Nepomuk GstNr.: 869/1                                                                                   |
| ja    | Datei hochladen | Wasserspeicher HERIS-ID: 113689 Objekt-ID: 132054seit 2021                                                | südlich Schießstattweg 4 Standort KG: Pöverding          | Der Wasserhochbehälter wurde 1944 durch Zwangsarbeiter (Insassen des nahegelegenen KZ Melk) errichtet und ist daher Teil der Gedenkstätte. Anmerkung: Die Adresse bezieht sich auf die Gedenkstätte, das Objekt selbst liegt etwa 200 Meter entfernt in einem Waldgrundstück | BDA-Hist.: Q105674934 Status: Bescheid Stand der BDA-Liste: 2025-06-30 Name: Wasserspeicher GstNr.: 180/2 |
| ja    | Datei hochladen | Ortskapelle Pöverding HERIS-ID: 67042 Objekt-ID: 79964                                                    | Pöverding 17, gegenüber Standort KG: Pöverding           | In einer 1859 erschienenen Zeitschrift der Diözese St. Pölten wird in Pöverding eine „sehr kleine Bethkapelle zu Ehren der unbefleckten Empfängnis Mariä“ erwähnt, die 1856 errichtet wurde. | BDA-Hist.: Q38115315 Status: § 2a Stand der BDA-Liste: 2025-06-30 Name: Ortskapelle Pöverding GstNr.: .21 Ortskapelle Pöverding Melk                                                                              |
| ja    | Datei hochladen | Ortskapelle Schrattenbruck HERIS-ID: 67054 Objekt-ID: 79991                                               | Schrattenbruck 31, gegenüber Standort KG: Schrattenbruck | Die kleine rechteckige Ortskapelle mit vorgestelltem Glockenturm wurde 1875–1878 erbaut und 1973 restauriert. | BDA-Hist.: Q38115347 Status: § 2a Stand der BDA-Liste: 2025-06-30 Name: Ortskapelle Schrattenbruck GstNr.: .19 |
| ja    | Datei hochladen | Anlage Herrenmühle HERIS-ID: 50597 Objekt-ID: 55715                                                       | An der Herrenmühle 2 Standort KG: Spielberg              | Die zweigeschoßige Herrenmühle mit hakenförmigem Grundriss stammt vom Ende des 16. und Anfang des 17. Jahrhunderts, weist aber einen mittelalterlichen Kern auf. | BDA-Hist.: Q38041092 Status: Bescheid Stand der BDA-Liste: 2025-06-30 Name: Anlage Herrenmühle GstNr.: 40, 972/2, .4, 27, 38 Herrenmühle Melk                                                                     |
| ja    | Datei hochladen | Bürgerhaus HERIS-ID: 35052 Objekt-ID: 33654                                                               | Spielberger Straße 51 Standort KG: Spielberg             | | BDA-Hist.: Q37961463 Status: Bescheid Stand der BDA-Liste: 2025-06-30 Name: Bürgerhaus GstNr.: .18, .17/2 |
| ja    | Datei hochladen | Tunnelportal (Wachbergtunnel) HERIS-ID: 111330 Objekt-ID: 129142                                          | Standort KG: Spielberg                                   | Das östliche Portal des Wachbergtunnels stammt aus dem Jahr 1858. | BDA-Hist.: Q37823245 Status: Bescheid Stand der BDA-Liste: 2025-06-30 Name: Tunnelportal (Wachtbergtunnel) GstNr.: 975/1 Wachbergtunnel, östliches Tunnelportal, Melk                                             |
| ja    | Datei hochladen | Ortskapelle Winden HERIS-ID: 67100 Objekt-ID: 80037                                                       | Winden 8, neben Standort KG: Winden                      | Die kleine rechteckige Ortskapelle mit gemauertem Giebelreiter und Spitzbogenfenstern wurde 1883/84 erbaut. | BDA-Hist.: Q38115474 Status: § 2a Stand der BDA-Liste: 2025-06-30 Name: Ortskapelle Winden GstNr.: .20 |
| ja    | Datei hochladen | Figurenbildstock hl. Johannes Nepomuk HERIS-ID: 67106 Objekt-ID: 80046                                    | Standort KG: Winden                                      | Die Statue des hl. Johannes Nepomuk von 1725 wurde im Jahr 1958 erneuert. Sie steht auf einem Postament von 1880 neben der Brücke. | BDA-Hist.: Q38115509 Status: § 2a Stand der BDA-Liste: 2025-06-30 Name: Figurenbildstock hl. Johannes Nepomuk GstNr.: 472                                                                                         |
| ja    | Datei hochladen | Russisches Soldatengrab und -denkmal HERIS-ID: 67108 Objekt-ID: 80049                                     | Standort KG: Winden                                      | 1891 im Auftrag von Zar Alexander III. errichtete Gedenkstätte für jene russischen Kriegsgefangenen, die 1805 bei einem Brand im Stift Melk ums Leben kamen | BDA-Hist.: Q897771 Status: § 2a Stand der BDA-Liste: 2025-06-30 Name: Russisches Soldatengrab und -denkmal GstNr.: 560 Monument to the victims of the fire in Melk Abbey (1805)                                   |
| ja    | Datei hochladen | Straßenbrücke über den Melkfluss HERIS-ID: 69339 Objekt-ID: 82412                                         | Standort KG: Winden                                      | Die dreibogige Brücke über die Melk aus Quadermauerwerk wurde 1849 erbaut und 1934 verbreitert. | BDA-Hist.: Q38122192 Status: § 2a Stand der BDA-Liste: 2025-06-30 Name: Straßenbrücke über den Melkfluss GstNr.: 445/1, 472, 460/1                                                                                |

## Ehemalige Denkmäler
| Foto |                 | Denkmal                           | Standort                                    | Beschreibung | Metadaten                                                                                    |
| ---- | --------------- | --------------------------------- | ------------------------------------------- | ------------ | -------------------------------------------------------------------------------------------- |
| ja   | Datei hochladen | Wohnhaus Objekt-ID: 80009bis 2015 | Pielamunder Allee 17 Standort KG: Spielberg |              | BDA-Hist.: Q106684155 Status: § 2a Stand der BDA-Liste: 2015-06-26 Name: Wohnhaus GstNr.: .3 |